# Авдеев, Александр Григорьевич
Алекса́ндр Григо́рьевич Авдее́в (род. 12 июня 1957, Москва) — российский историк, археолог, эпиграфист, педагог. Доктор исторических наук (2020), профессор историко-филологического факультета Православного Свято-Тихоновского гуманитарного университета, научный сотрудник Университета Дмитрия Пожарского, ответственный редактор сборника «Вопросы эпиграфики». Автор четырёх монографий и более 600 статей.

## Биография
Александр Авдеев родился в 1957 году в Москве. В 1974 г. закончил среднюю школу № 362 г. Москвы. Ученик Б. Г. Петерса и В. И. Кузищина. В 1983 году окончил Исторический факультет МГУ им. М. В. Ломоносова, кафедру истории Древнего мира. Тема дипломной работы «Экономическое развитие Гераклеи Понтийской в V—III вв. до н. э.», научный руководитель — доктор исторических наук, профессор В. И. Кузищин.
Педагогическую деятельность начал в 1986 году, работал учителем истории в московской школе № 388 (с 1991 года — Московская городская педагогическая гимназия). С 1993 по 2003 годы работал учителем истории в средней школе № 1249 с углубленным изучением немецкого языка г. Москвы. С 2003 по 2021 год работал учителем истории школе-интернате для одарённых детей «Интеллектуал».
В 2001 году на кафедре истории России эпохи феодализма защитил диссертацию на соискание учёной степени кандидата исторических наук по теме «Галичская земля в XII—XV веках (по Житию преподобного Паисия Галичского)», научный руководитель — доктор исторических наук, профессор Н. С. Борисов.
С 2002 года Александр Авдеев преподаёт на Историческом факультете Православного Свято-Тихоновского гуманитарного университета, профессор.
С 2005 года является научным сотрудником Университета Дмитрия Пожарского. С 2006 года редактирует сборник «Вопросы эпиграфики».
25 сентября 2020 года в диссертационном совете Российского Государственного гуманитарного университета Александр Авдеев защитил диссертацию на соискание ученой степени доктора исторических наук по теме «Памятники лапидарной эпиграфики как источник по истории и культуре Московской Руси».
27 июля 2024 г. приказом Министерства науки и высшего образования РФ № 637/нк-2 Александру Авдееву присвоено ученое звание доцента.

## Галичская археологическая экспедиция
С 1994 по 2016 год Александр Авдеев — основатель и руководитель ежегодной Галичской археологической экспедиции, проходящей с участием школьников.

## Свод русских надписей
С 2018 года Александр Авдеев возглавляет научный проект «Свод русских надписей», поддерживаемый Университетом Дмитрия Пожарского, Православным Свято-Тихоновским гуманитарным университетом и Лабораторией RSSDA. Технический руководитель проекта — Юрий Михайлович Свойский. Целью проекта является сбор, документирование на основе новейших компьютерных технологий и сохранение русских надписей XV—XVIII вв. и распространение знаний об эпиграфических памятниках этого времени.

## Основные работы

### Монографии
- Старорусская эпиграфика и книжность: Ново-Иерусалимская школа эпиграфической поэзии. — М.: Православный Свято-Тихоновский гуманитарный университет, 2006. — 349 с. — ISBN 5-7429-0141-0.
- Неизвестные памятники русской сфрагистики. Прикладные печати-матрицы XIII–XVIII веков из частных собраний. — М.: ИскателИ, 2007. — 190 с. (в соавторстве с А. К. Станюковичем)
- Житие Преподобного Паисия Галичского. — М.: Издательство ПСТГУ, 2009. — 462 с. — ISBN 978-5-7429-0429-8.
- Валунные надгробия Верхневолжья (конец XV — вторая треть XVIII в.): Вопросы генезиса, бытования и источниковедения. — М.: Издательство ПСТГУ, 2015. — 400 с. — ISBN 978-5-7429-0966-8.

### Статьи
- Михайловская экспедиция // АО-1978. М.: «Наука», 1979. — С. 387—389. (В соавторстве с Б. Г. Петерсом и А. П. Абрамовым)
- К вопросу о маслиноводстве в Гераклее Понтийской // Вестник МГУ. Сер. 8. История. 1983. — № 6. — С. 66 Тезисы доклада на III Сергеевских чтениях кафедры истории Древнего мира Исторического факультета МГУ.
- Клейма на амфорах из раскопок поселения у с. Мысовое // КСИА. 1983. Вып. 174. — С. 51-56 (В соавторстве с Б. Г. Петерсом.)
- К вопросу о маслиноводстве в Гераклее Понтийской // ВДИ. 1983. — № 4. — С. 66 Тезисы доклада на III Сергеевских чтениях кафедры истории Древнего мира Исторического факультета МГУ
- О времени прекращения регулярного клеймения керамической тары в Гераклее Понтийской // ВДИ. 1986. — № 1. — С. 196 Тезисы доклада на IV Сергеевских чтениях кафедры истории Древнего мира Исторического факультета МГУ.
- Ситуационный анализ комплекса амфорных клейм (К постановке вопроса) // Вестник МГУ. Сер. 8. История. 1986. — № 2. — С. 93-101
- О периодизации истории керамического клеймения в античном мире // Хозяйство и культура доклассовых и раннеклассовых обществ. Тезисы докладов III конференции молодых ученых ИА АН СССР. М., 1986. — С. 4-5
- Заметки об амфорных клеймах из раскопок Феодосии // СА. 1987. — № С. 214—219 (В соавторстве с Б. Г. Петерсом.)
- О времени пребывания V Македонского легиона в Херсонесе // Проблемы античной культуры. Тезисы докладов Крымской научной конференции. Ч. III. — Симферополь, 1988. — С. 230—231
- Типология клейм на черепице и кирпичах римского времени Древнее производство, ремесло и торговля по археологическим данным. Тезисы докладов IV конференции молодых ученых ИА АН СССР. — М., 1988. — С. 41-43
- О времени пребывания V Македонского легиона в Херсонесе // Вестник МГУ. Сер. 8. История. 1988. — № 3. — С. 94. Тезисы доклада на V Сергеевских чтениях кафедры истории Древнего мира Исторического факультета МГУ.
- О времени пребывания V Македонского легиона в Херсонесе // ВДИ. 1989. — № 2. — С. 227.
- Новые имена в родосской керамической эпиграфике // Проблемы скифо-сарматской археологии Северного Причерноморья. Тезисы докладов областной конференции, посвященной 90-летию со дня рождения проф. Б. Н. Гракова. I. Запорожье, 1989. — С. 5-6.
- К пониманию надписи ЛНХТ, 13 (= IPE, I2, 562) // История и археология Нижнего Подунавья. Чтения памяти проф. А. И. Доватура. Тезисы докладов научно- практического семинара. Рени, 1989. — С. 64-65.
- Функциональная характеристика керамической тары V—II вв. до н. э. с городища у села Михайловка // СА. 1989. — № 4. — С. 182—195. (В соавторстве с Б. Г. Петерсом и А. П. Абрамовым)
- Из опыта работы школьного краеведческого музея // Сборник материалов юношеской научно-практической конференции (секция археологии) по итогам полевых исследований 1988 г. — М., 1989. — С. 17-19.
- Из цикла «Древние галичане». Галичские книжники. Таинственные летописцы // Ленинский путь. Орган Галичского ГК КПСС, городского и районного Советов народных депутатов Костромской обл. 1990. 19 июля. — № 83 (8890). — С. 3.
- Из цикла «Древние галичане». Галичские книжники. Агиография — литературно- исторический жанр // Ленинский путь. Орган Галичского ГК КПСС, городского и районного Советов народных депутатов Костромской обл. 1991. 21 июля. — № 87 (8894). — С. 3.
- Из цикла «Древние галичане». Галичские книжники. Агиограф Протасий [1] // Ленинский путь. Орган Галичского ГК КПСС, городского и районного Советов народных депутатов Костромской обл. 1990. 26 июля. — № 89 (8896). — С. 3.
- Из цикла «Древние галичане». Галичские книжники. Агиограф Протасий [2] // Ленинский путь. Орган Галичского ГК КПСС, городского и районного Советов народных депутатов Костромской обл. 1990. 31 июля. — № 91 (8898). — С. 2-3.
- Из цикла «Древние галичане». Галичские книжники. Житие Паисия Галичского как историческое повествование // Ленинский путь. Орган Галичского ГК КПСС, городского и районного Советов народных депутатов Костромской обл. 1990. 2 октября. — № 118 (8925). — С. 3.
- Быть ли району Преображенским? // За новую технику. Орган парткома, профкома, комитета ВЛКСМ и дирекции Научно-производственного объединения «Геофизика» орденов Октябрьской революции и Трудового Красного Знамени. 1990. 18 октября. — № 33-34 (1694—1695). — С 2-3. (В соавторстве с А. В. Бугровым)
- Из цикла «Древние галичане». Галичские книжники. Книжник XVII века Стефан Нечаев [1] // Ленинский путь. Орган Галичского ГК КПСС, городского и районного Советов народных депутатов Костромской обл. 1990. 20 октября. — № 126 (8933). — С. 3.
- Из цикла «Древние галичане». Галичские книжники. Книжник XVII века Стефан Нечаев [2] // Ленинский путь. Орган Галичского ГК КПСС, городского и районного Советов народных депутатов Костромской обл. 1990. 1 ноября. — № 131 (8938). — С. 3.
- Археологическая тематика в выпускных рефератах // Сборник материалов юношеской научно-практической конференции. Секция археологии. Вып. 2. М., 1990. — С. 17-19.
- Школьный краеведческий музей: концепция деятельности // Сборник материалов юношеской научно-практической конференции. Секция археологии. Вып. 2. М., 1990. — С. 20-22 (В соавторстве с А. В. Бугровым.)
- Экономические связи античного городища у с. Михайловка в IV—III вв. до н. э. // СА. 1990. — № 4. — С. 207—222. 1 (В соавторстве с Б. Г. Петерсом.)
- Просопография тирасской вексилляции // Проблемы истории и археологии Нижнего Поднестровья. Тезисы докладов конференции. Белгород-Днестровский, 1990. — С. 1-2.
- Живем на земле предков [1] // Утро. Учредитель: Куйбышевский районный Совет народных депутатов г. Москвы. 1991. Январь. — № 2. — С. 3 В соавторстве с А. В. Бугровым.
- Мы остаемся с детьми // Куранты. 1991. 22 февраля. — № 35 (50). — С. 2 (без подписи).
- Использование вычислительной техники в школьных выпускных рефератах по античной тематике // Античность и современность. Доклады конференции. М., 1991. — С. 169—170.
- Живем на земле предков. Репетиция Петербурга // Утро. Учредитель: Куйбышевский районный Совет народных депутатов г. Москвы. 1991. Октябрь. № 3. — С. 3. (в соавторстве с А. В. Бугровым)
- Заметки об эмблемах на синопских керамических клеймах. 1. Об изображении факела на синопских клеймах // ВДИ. 1991. — № 4. — С. 82-90.
- Северное Причерноморье античной эпохи в системе гуманитарного гимназического образования // Сборник материалов юношеской научно-практической конференции. Секция археологии. Вып. 3. М., 1991. — С. 4-11.
- История Преображенского и окрестностей. Накануне основания Черкизова // Учительская газета. 1992. Февраль. — № 5 (9353). — С. 7 (в соавторстве с А. В. Бугровым)
- Преподавание истории // Каспржак А. Г. Педагогическая гимназия. Книга для учителя. М.: Просвещение, 1992. — С. 98-107 (В соавторстве с М. В. Левитом и Т. Е. Зайцевой.)
- Что ищут археологи? // Вперед. Общественно-политическая газета Козельского района. 1992. 28 июля. — № 90 (7947). — С. 3
- Два слова о нашем клубе // Моя Москва. Рекламный проспект Московского фонда культуры. 1992. Июль. — С. 2 (в соавторстве с А. В. Бугровым)
- Николаевский Староторжский монастырь. Страницы истории. 1. История обители [1] // Ленинский путь. Галичская районная общественно-политическая газета. 1992. 25 августа. — № 101 (2217). — С. 4.
- Николаевский Староторжский монастырь. Страницы истории. 1. История обители [2] // Ленинский путь. Галичская районная общественно-политическая газета. 1992. 26 августа. — № 102 (2218). — С. 4.
- Николаевский Староторжский монастырь. Страницы истории. 2. Монастырское хозяйство // Ленинский путь. Галичская районная общественно-политическая газета. 1992. 27 августа. — № 103 (2219). — С. 4.
- Николаевский Староторжский монастырь. Страницы истории. 3. История архитектурного ансамбля монастыря [1] // Ленинский путь. Галичская районная общественно-политическая газета. 1992. 1 сентября. — № 105 (2221). — С. 4.
- Памятник ратной славы // Вѣдомости. Печатный орган Московской городской педагогической гимназии. 1992. 1 сентября. — № 1. — С. 3.
- Николаевский Староторжский монастырь. Страницы истории. 3. История архитектурного ансамбля монастыря [2] // Ленинский путь. Галичская районная общественно-политическая газета. 1992. 5 сентября. — № 107 (2223). — С. 4.
- Николаевский Староторжский монастырь. Страницы истории. 3. История архитектурного ансамбля монастыря [3]. 4. Эра равнодушия [1] // Ленинский путь. Галичская районная общественно-политическая газета. 1992. 12 сентября. — № 110 (2224). — С. 4
- Николаевский Староторжский монастырь. Страницы истории. 4. Эра равнодушия [2] // Ленинский путь. Галичская районная общественно-политическая газета. 1992. 17 сентября. — № 112 (2228). — С. 4
- Воспоминания об археологической экспедиции // Вѣдомости. Печатный орган Московской городской педагогической гимназии. 1992. 3 октября. — № 2. — С. 2
- Киево-Печерский патерик. Слово о пришествии церковных мастеров из Царьграда к Антонию и Феодосию. Слово 2 // Вѣдомости. Печатный орган Московской городской педагогической гимназии. 1992. Ноябрь. — № 3. — С. 5 Перевод фрагмента патерика по изданию Д. Абрамовича.
- В старину живали деды веселей своих внучат (Из советов Спиридона Ширмы) // Вѣдомости. Печатный орган Московской городской педагогической гимназии. 1992. Декабрь. — № 4. — С. 6
- К биографии Сфера Боспорского // ВДИ. 1992. — № 4. — С. 210
- Некоторые проблемы преподавания исторического краеведения в школе // Сборник материалов международной юношеской научно-практической конференции «Наука. Природа. Человек». Секция археологии. Вып. 5. — М., 1994. — С. 5-12.
- Галичские этюды. В. Мухин — забытый краевед Галича // Галичские известия. Учредители: администрация города и района. 1994. 3 марта. — № 27 (2455). — С. 3.
- Чудо митрополита Фотия. Из цикла «Древние галичане» // Галичские известия. Учредители: администрация города и района. 1994. 7 апреля. — № 42 (2470). — С. 2.
- Черкизово // История сел и деревень Подмосковья XIV—XX вв. Вып. 8. М., 1994. — С. 42-48. (В соавторстве с А. В. Бугровым.)
- Об эмблемах на клеймах Плейстархида Апемантова // Пять лет научной и творческой деятельности Российской Народной Академии Наук. Материалы VI конференции. Тезисы докладов. Отделение истории и культуры. М., 1994. — С. 15-16.
- Об эмблеме на клеймах Плейстархида Апемантова // Древности. Труды, издаваемые Российским Археологическим Обществом. Вып. 19. М., 1994. — С. 15-16.
- Забытые монастыри Галича. 1. Спасский монастырь [1] // Галичские известия. Учредители: администрация города и района. 1994. 31 мая. — № 64 (2492). — С. 2.
- Поучения преподобного Паисия Галичского // Галичские известия. Учредители: администрация города и района. 1994. 2 июня. — № 65 (2493). — С. 3.
- Забытые монастыри Галича. 1. Спасский монастырь [2] // Галичские известия. Учредители: администрация города и района. 1994. 23 июня. — № 74 (2502). — С. 2.
- Забытые монастыри Галича. 2. Успенский Богородицкий Заозерский Новый или Новозаозерский монастырь // Галичские известия. Учредители: администрация города и района. 1994. 28 июня. — № 76 (2504). — С. 2.
- Забытые монастыри Галича. 3. Монастырь Рождества Богородицы «что на лугу». 4. Мужской Флоровский монастырь «что у озера» // Галичские известия. Учредители: администрация города и района. 1994. 5 июля. — № 80 (2508). — С. 2.
- Древний Рим // Энциклопедия для детей. Т. 1. Всемирная история. Изд. 3-е, испр. и доп. — М.: Аванта +, 1994. — С. 154—164. (В соавторстве с И. В. Портнягиной)
- Летоисчисление и календарь у римлян // Энциклопедия для детей. Т. 1. Всемирная история. Изд. 3-е, испр. и доп. — М.: Аванта +, 1994. — С. 162—163.
- Империй // Энциклопедия для детей. Т. 1. Всемирная история. Изд. 3-е, испр. и доп. — М.: Аванта +, 1994. — С. 164—165.
- Диктатура // Энциклопедия для детей. Т. 1. Всемирная история. Изд. 3-е, испр. и доп. — М.: Аванта +, 1994. — С. 165—166.
- Рабство в античности // Энциклопедия для детей. Т. 1. Всемирная история. Изд. 3-е, испр. и доп. — М.: Аванта +, 1994. — С. 179—181.
- Забытые монастыри Галича. 5. Мужской Васильевский монастырь в Рыбной слободе. 6. Зачатьевский девичий монастырь на посаде. 7. Женская Богоявленская богадельня на Большой Пробойной улице. 8. Козмодамианский монастырь // Галичские известия. Учредители: администрация города и района. 1994. 9 августа. — № 95 (2523). — С. 2.
- Забытые монастыри Галича. 9. Воскресенский монастырь. 10. Ризположенский монастырь. 11. Окатьева пустынь. 12. Карпищева (Карпова) пустынь. 13. Богоявленский монастырь на посаде // Галичские известия. Учредители: администрация города и района. 1994. 18 августа № 99 (2527). — С. 3.
- Образовательные системы начального обучения в Российской империи // Каспржак А. Г., Левит М. В. Базисный учебный план и российское образование в эпоху перемен. — М.: МИРОС, 1994. — С. 83-103.
- О врачах в составе северопричерноморских вексилляций римских легионов // Вестник МГУ. Сер. 8. История. 1994. — № 5. — С. 64-74.
- Забытые монастыри Галича. Необходимое послесловие // Галичские известия. Учредители: администрация города и района. 1994. 27 августа № 103 (2531). — С. 2.
- Галичские этюды. Потомок Галичских князей — Прокопий Ляпунов // Галичские известия. Учредители: администрация города и района. 1994. 3 сентября № 106 (2534). — С. 2.
- Галичские этюды. Галичские иконописцы XVII в. // Галичские известия. Учредители: администрация города и района. 1994. 6 сентября. — № 107 (2535). — С. 3.
- Галичские этюды. Храмы Паисиева монастыря в XVII в. [1] // Галичские известия. Учредители: администрация города и района. 1994. 15 сентября. — № 111 (2539). — С. 3.
- Галичские этюды. Храмы Паисиева монастыря в XVII в. [2] // Галичские известия. Учредители: администрация города и района. 1994. 20 сентября. — № 113 (2541). — С. 2.
- Галичские этюды. Храмы Паисиева монастыря в XVII в. [3] // Галичские известия. Учредители: администрация города и района. 1994. 4 октября. — № 119 (2547). — С. 2.
- Галичские этюды. Храмы Паисиева монастыря в XVII в. [4] // Галичские известия. Учредители: администрация города и района. 1994. 6 октября. — № 120 (2548). — С. 2.
- Галичские этюды. Храмы Паисиева монастыря в XVII в. [5] // Галичские известия. Учредители: администрация города и района. 1994. 10 ноября. — № 134 (2562). — С. 3.
- О датировке надписи ЛНХТ, 28 (= IosPE, I2, 547) // Эпиграфический вестник. 1995. — № 1. — С. 3-6.
- Древний Рим // Энциклопедия для детей. Т. 1. Всемирная история. Изд. 4-е, испр. и доп. — М.: Аванта +, 1995. — С. 154—164 (в соавторстве с И. В. Портнягиной)
- Летоисчисление и календарь у римлян // Энциклопедия для детей. Т. 1. Всемирная история. Изд. 4-е, испр. и доп. — М.: Аванта +, 1995. — С. 162—163.
- Империй // Энциклопедия для детей. Т. 1. Всемирная история. Изд. 4-е, испр. и доп. — М.: Аванта +, 1995. — С. 164—165.
- Диктатура // Энциклопедия для детей. Т. 1. Всемирная история. Изд. 4-е, испр. и доп. — М.: Аванта +, 1995. — С. 165—166.
- Рабство в античности // Энциклопедия для детей. Т. 1. Всемирная история. Изд. 4-е, испр. и доп. — М.: Аванта +, 1995. — С. 179—181.
- Галичские этюды. Два древних культовых сооружения Галича // Галичские известия. Учредители: администрация города и района. 1995. 31 января. — № 13 (2587). — С. 3.
- Сигизмунд Герберштейн: взгляд на Россию // Контакт. Информационный вестник. — Hannover, 1995. Июль. — № 7 (10). — С. 8.
- Галичские этюды. Неизвестное политическое убийство XV в. // Галичские известия. Учредители: администрация города и района. 1995. 13 июля. — № 84 (9668). — С. 2-3.
- Московский интеллектуальный марафон-95 // Русский язык. Еженедельное приложение к газете «Первое сентября». 1995. Июль. — № 4. — С. 3. (в соавторстве с Р. И. Зандман и Е. М. Фотьяновой)
- Галичские книжники (Из цикла «Древние галичане») // Галичский край. Летописи. Воспоминания. Фотодокументы. Мемуары. Хронология событий. Галич литературный. Рассказы. Стихи. Галич: Галичская тип., 1995. — С. 41-53.
- Барон Мюнхгаузен в России // Контакт. Информационный вестник. — Hannover, 1995. Август. — № 8 (11). — С. 10.
- Галичские этюды. Возвращение Аблесимова // Галичские известия. Учредители: администрация города и района. 1995. 24 августа. — № 102 (9686). — С. 2.
- Галичские этюды. Когда же был основан Галич? // Галичские известия. Учредители: администрация города и района. 1995. 29 августа. — № 104 (9688). — С. 2.
- Василий Темный, или Размышления о судьбе Отечества // Обозреватель-Observer. Информационно-аналитический журнал. 1995. — № 9. — М.: РАУ-Корпорация, 1995. — С. 73-76.
- Преступление в Галиче. Неизвестное политическое убийство в XV веке // Литературная Россия. 1995. 27 октября. — № 43 (1707). — С. 12.
- Археологические разведки в Галиче Мерьском // АО-1994. — М.: «Наука», 1995. — С. 64.
- О времени и причинах прекращения регулярного клеймения амфор в Гераклее Понтийской // Эпиграфический вестник. 1995. — № 3. — С. 3-16. 1 п.л.
- Два граффити на керамике из Москвы // Эпиграфический вестник. 1995. — № 4. — С. 3-6. В соавторстве с А. В. Бугровым.
- Памяти исследователя [В. И. Цехмистренко] // Эпиграфический вестник. 1995. — № 4. — С. 27-28.
- Отчет об археологической экспедиции в Галиче Мерьском в 1994 году // Вышгород. Альманах. Вып. 1. — М., 1996. — С. 45-58, 75-79.
- Галичские этюды. Галич языческий [1] // Галичские известия. Учредители: администрация города и района. 1996. 20 января. — № 8 (9748). — С. 2.
- Галичские этюды. Галич языческий [2] // Галичские известия. Учредители: администрация города и района. 1996. 23 января. — № 9 (9749). — С. 2.
- Галичские этюды. Галич языческий [3] // Галичские известия. Учредители: администрация города и района. 1996. 25 января. — № 10 (9750). — С. 2.
- Галичские этюды. Галич языческий [4] // Галичские известия. Учредители: администрация города и района. 1996. 27 января. — № 11 (9751). — С. 2.
- Галичские этюды. Колокола Паисиева монастыря // Галичские известия. Учредители: администрация города и района. 1996. 30 января. — № 12 (9752). — С. 2.
- Рец.: Hispania epigraphica. V. 1. Madrid, 1989. 280 р.; Hispania epigraphica. V. 2. Madrid, 1990. 380 р.; Hispania epigraphica. V. 3. Madrid, 1993. 314 p. // ВДИ. 1996. — № 1. — С. 191—194. (В соавторстве с Е. В. Ляпустиной)
- «…И прославится Бог в нём». Кремль: от удельного центра до столицы Руси // Бежин луг. Русский литературно-исторический журнал на Родине и в рассеянии. 1996. — № 2 (15). — С. 120—130.
- Галичская археологическая экспедиция 1995 года: первые итоги // Галичские известия. Учредители: администрация города и района. 1996. 27 апреля. — № 49 (9789). — С. 2.
- О дате второй войны между Гераклеей и Боспором // Древности. Труды, издаваемые Российским Археологическим обществом. Вып. 19. М., 1996. — С. 48-49.
- Галичские этюды. Пребывание императора Александра I в Галиче // Галичские известия. Учредители: администрация города и района. 1996. 15 июня. — № 66 (9806). — С. 2.
- Галичские этюды. Ещё о древнейших храмах Галича // Галичские известия. Учредители: администрация города и района. 1996. 18 июня. — № 67 (9807). — С. 2.
- Галичские этюды. Забытые монастыри Галича. Новые уточнения // Галичские известия. Учредители: администрация города и района. 1996. 20 июня. — № 68 (9808). — С. 2.
- Галичские этюды. Артиллерия Галичской крепости // Галичские известия. Учредители: администрация города и района. 1996. 25 июня. — № 70 (9810). — С. 3.
- Всеобщая история с АшиПками. День феодала // Детская Роман-газета. 1996. — № 2. — С. 30-31, 43.
- Интеллектуальный марафон для школьников. Конкурсные задания 1995 года // История. Еженедельное приложение к газете «Первое сентября». 1996. Июль. — № 28. — С. 12-13. (В соавторстве с Р. И. Зандман и Е. М. Фотьяновой)
- Интеллектуальный марафон для школьников. Конкурсные задания 1996 года // История. Еженедельное приложение к газете «Первое сентября». 1996. Июль. — № 28. — С. 13-16. (В соавторстве с Е. С. Абелюк и В. М. Ротерштейн)
- Галичские этюды. Отрепьевы // Галичские известия. Учредители: администрация города и района. 1996. 8 августа. — № 88 (9828). — С. 2.
- Галичские этюды. Василий Кожа — победитель Шемяки // Галичские известия. Учредители: администрация города и района. 1996. 15 августа. — № 91 (9831). — С. 3.
- Галичские этюды. Двор посадского человека в XVII в. // Галичские известия. Учредители: администрация города и района. 1996. 20 августа. — № 93 (9833). — С. 2.
- История античности. Материалы к учебному курсу. 1. Природные условия Италии и Греции. 2. Античность. 3. Античное рабство // История. Еженедельное приложение к газете «Первое сентября». 1996. Август. — № 32. — С. 1-12.
- Исследования Галичской экспедиции // АО-1995. М.: «Наука», 1996. — С. 24-25.
- Древний Рим // Энциклопедия для детей. Т. 1. Всемирная история. Изд. 3-е, испр. и доп. — М.: Аванта +, 1996. — С. 154—164. (В соавторстве с И. В. Портнягиной)
- Летоисчисление и календарь у римлян // Энциклопедия для детей. Т. 1. Всемирная история. Изд. 4-е, испр. и доп. — М.: Аванта +, 1996. — С. 162—163.
- Империй // Энциклопедия для детей. Т. 1. Всемирная история. Изд. 3-е, испр. и доп. — М.: Аванта +, 1996. — С. 164—165.
- Диктатура // Энциклопедия для детей. Т. 1. Всемирная история. Изд. 3-е, испр. и доп. — М.: Аванта +, 1996. — С. 165—166.
- Рабство в античности // Энциклопедия для детей. Т. 1. Всемирная история. Изд. 3- е, испр. и доп. — М.: Аванта +, 1996. — С. 179—181.
- Акафист преподобному Паисию, Галичскому чудотворцу (с рукописи начала XIX в., хранящейся в Введенском кафедральном соборе г. Галича Костромской области) // Акафистник. Кн. 4. — Нижний Новгород: Братство во имя святого князя Александра Невского, 1996. — С. 177—195.
- О приходских некрополях к востоку от старой Москвы // Московский некрополь. История. Археология. Искусство. Охрана. Материалы научно-практической конференции. М.: изд-во объед. «Мосгорархив», 1996. — С. 65-69. (В соавторстве с А. В. Бугровым)
- Древний Рим // Энциклопедия для детей. Т. 1. Всемирная история. Изд. 3-е, перераб. и доп. М.: Аванта +, 1997. — С. 154—164 (В соавторстве с И. В. Портнягиной.)
- Летоисчисление и календарь у римлян // Энциклопедия для детей. Т. 1. Всемирная история. Изд. 3-е, перераб. и доп. М.: Аванта +, 1997. — С. 162—163.
- Империй // Энциклопедия для детей. Т. 1. Всемирная история. Изд. 3-е, перераб. и доп. М.: Аванта +, 1997. — С. 164—165.
- Диктатура // Энциклопедия для детей. Т. 1. Всемирная история. Изд. 3-е, перераб. и доп. М.: Аванта +, 1997. — С. 165—166.
- Рабство в античности // Энциклопедия для детей. Т. 1. Всемирная история. Изд. 3- е, перераб. и доп. М.: Аванта +, 1997. — С. 179—181.
- Всеобщая история с АшиПками. Жизнь римского раба // Детская роман-газета. 1997. — № 1(7). — С. 38.
- Всеобщая история с АшиПками. Древний Египет // Детская роман-газета. 1997. — № 2(8). — С. 38-39.
- Всеобщая история с АшиПками. День московского боярина // Детская роман-газета. 1997. — № 4 (10). — С. 36-38.
- Галичские этюды. Древнейшие села и деревни [1] // Галичские известия. Учредители: администрация города и района. 1997. 9 сентября. — № 103 (9991). — С. 3.
- Галичские этюды. Древнейшие села и деревни [2] // Галичские известия. Учредители: администрация города и района. 1997. 1 октября. — № 113 (10001). — С. 3.
- Галичские этюды. Древнейшие села и деревни [3] // Галичские известия. Учредители: администрация города и района. 1997. 3 октября. — № 114 (10002). — С. 3.
- Галичские этюды. Наместники Галичского уезда // Галичские известия. Учредители: администрация города и района. 1997. 7 октября. — № 115 (10003). — С. 3.
- Преподобный Стефан Пермский // Детская роман-газета. 1997. — № 5 (11). — С. 24-26.
- Галичские этюды. Галич под властью московских князей. Галич под властью Ивана Калиты и его сыновей (около 1339—1360 гг.). Галичский князь Владимир Андреевич Храбрый (1363—1388 гг.) // Галичские известия. Учредители: администрация города и района. 1997. 4 ноября. — № 127 (10015). — С. 2.
- Галичские этюды. Галич под властью московских князей. Юрий Дмитриевич и его сыновья (1389—1450 гг.) // Галичские известия. Учредители: администрация города и района. 1997. 9 сентября. — № 130 (10018). — С. 3.
- Древний Рим // Энциклопедия для детей. Т. 1. Всемирная история. Изд. 4-е, испр. и доп. М.: Аванта +, 1997. — С. 147—156. В соавторстве с И. В. Портнягиной.
- Летоисчисление и календарь у римлян // Энциклопедия для детей. Т. 1. Всемирная история. Изд. 4-е, испр. и доп. М.: Аванта +, 1997. — С. 154—155.
- Империй // Энциклопедия для детей. Т. 1. Всемирная история. Изд. 4-е, испр. и доп. М.: Аванта +, 1997. — С. 156—157.
- Диктатура // Энциклопедия для детей. Т. 1. Всемирная история. Изд. 4-е, испр. и доп. — М.: Аванта +, 1997. — С. 157—158.
- Рабство в античности // Энциклопедия для детей. Т. 1. Всемирная история. Изд. 4- е, испр. и доп. М.: Аванта +, 1997. — С. 169—170.
- Расстаться практически невозможно // Под знаком добра. Воспоминания бывших воспитанников отдела туризма и краеведения. М., 1997. — С. 25-31.
- Исследования в Паисиевом Галичском монастыре // АО-1996. — М.: «Наука», 1997. — С. 21-22.
- Черкизово // Бугров А. В. К востоку от старой Москвы. Иваново: изд-во Ивановской государственной химико-технологической академии, 1997. — С. 159—167 (В соавторстве с А. В. Бугровым)
- Материал к уроку москвоведения по теме «Москва в конце XIV—XV вв.» в 9-м классе // Москвоведение. Сборник статей из опыта работы и методические рекомендации по курсу «Москвоведение». М.: Северное окружное управление Московского Комитета образования. Окружной научно-методический центр, 1998. — С. 47-52.
- Всеобщая история с АшиПками. Жизнь первобытных людей // Роман-газета для детей. 1998. — № 2(14). — С. 46.
- Античная нумизматика на страницах «Вестника древней истории» (1987—1997) // Нумизматический альманах. 1998. — № 2. — С. 15-17.
- А был ли Гераклит досократиком? (С. В. Перевезенцев. Практикум по истории западноевропейской философии: Античность. Средневековье. Эпоха Возрождения. Пособие для изучающих историю философии. М., 1997) // Учительская газета. 1998. 28 апреля. — № 17. — С. 4.
- Сказание о иконе Богоматери Смоленской а селе Словинка Костромского уезда // Словарь книжников и книжности Древней Руси. Вып. 3 (XVII в.). Ч. 3. П — С. СПб.: «Дмитрий Буланин», 1998. — С. 399—400.
- От Гераклита до Леонардо (С. В. Перевезенцев. Практикум по истории западноевропейской философии: Античность. Средневековье. Эпоха Возрождения. Пособие для изучающих историю философии. М., 1997) // Москва. — № 5. — С. 157—159.
- Смута и власть // Время МН. Ежедневная газета. 1998. 20 июля. — № 31. — С. 1, 3.
- Два похожих путча // Время МН. Ежедневная газета. 1998. 17 августа. — № 51. — С. 2.
- Two Not Quite Dissimilar Russian Coups // Moscow News. 1998. 20-26 August. — № 32 (3836). — P. 6.
- Главное в диктатуре — вовремя от неё отказаться // Время МН. Ежедневная газета. 1998. 14 сентября. — № 71. — С. 6.
- В России будет не Пиночет, а Скалозуб // Время МН. Ежедневная газета. 1998. 14 сентября. — № 71. — С. 6. (без подписи).
- Пример для премьера // Время МН. Ежедневная газета. 1998. 14 сентября. — № 76. — С. 2. (в соавторстве с А. Берштейном и А. Савельевым).
- Московская федерация: утраченные возможности // Перекрестки эпох. Социокультурное пространство. Вып. 2. М.: Технологическая школа бизнеса, 1998. — С. 280—301. (В соавторстве с Е. В. Маркеловым и Л. А. Наумовым)
- Галичские этюды. Список архимандритов Успенского Паисиева монастыря // Галичские известия. Учредители: Управление по делам печати и массовой информации Костромской области, администрации города и района, редакция газеты «Галичские известия». 1998. 17 сентября. — № 107 (10145). — С. 2.
- Верный спутник цивилизации // Время МН. Ежедневная газета. 1998. 14 октября. — № 93. — С. 3.
- От Степана Разина к Лаврентию Берия // Время МН. Ежедневная газета. 1998. 19 октября. — № 96. — С. 8.
- Мюнхенская репетиция // Время МН. Ежедневная газета. 1998. 10 ноября. — № 111. — С. 6.
- Питательная среда // Время МН. Ежедневная газета. 1998. 10 ноября. — № 111. — С. 6. 0.06 п.л. (без подписи).
- Золотой телец или бумажный тигр? // Время МН. Ежедневная газета. 1998. 16 ноября. — № 115. — С. 3.
- Пока мы едины, мы непобедимы // Время МН. Ежедневная газета. 1998. 30 ноября. — № 125. — С. 3.
- «После каждого бедствия проводят реформы…» // Время МН. Ежедневная газета. 1998. 22 декабря. — № 140. — С. 3. 0.12 п.л.
- Идея старая, как мир // Время МН. Ежедневная газета. 1998. 28 декабря. — № 144. — С. 6.
- Незамеченный юбилей // Нумизматический альманах. 1998. — № 4. — С. 10-13.
- Придет Морозко — жди неприятностей // Время МН. Ежедневная газета. 1999. 14 января. — № 3 (150). — С. 3.
- Закон Божий в дореволюционной гимназии // Воскресная школа. Еженедельное приложение к газете «Первое сентября». 1999. Январь. — № 2 (74). — с. 7.
- Страна обильного кормления // Время МН. Ежедневная газета. 1999. 22 февраля. — № 30 (177). — С. 6. (В соавторстве с П. Аптекарем)
- Общеевропейская валюта: предшественники евро // Нумизматический альманах. 1999. — № 1. — С. 12-14.
- История повторяется дважды // Обозреватель-Observer. Ежемесячный информационно-аналитический журнал. № 3. — М.: РАУ-Корпорация, 1999. — С. 63-65. (В соавторстве с Е. В. Авдеевой)
- Бунт просвещенных // Время МН. Ежедневная газета. 1999. 29 апреля. — № 74 (221). — С. 3.
- Страшные ожидания // Время МН. Ежедневная газета. 1999. 29 апреля. — № 83 (230). — С. 3
- Древний Рим // Энциклопедия для детей. Т. 1. Всемирная история. Изд. 4-е, испр. и перераб. — М.: Аванта +, 1999. — С. 147—156. (В соавторстве с И. В. Портнягиной)
- Летоисчисление и календарь у римлян // Энциклопедия для детей. Т. 1. Всемирная история. Изд. 4-е, испр. и перераб. — М.: Аванта +, 1999. — С. 154—155.
- Империй // Энциклопедия для детей. Т. 1. Всемирная история. Изд. 4-е, испр. и перераб. — М.: Аванта +, 1999. — С. 156—157.
- Диктатура // Энциклопедия для детей. Т. 1. Всемирная история. Изд. 4-е, испр. и перераб. — М.: Аванта +, 1999. — С. 157—158.
- Рабство в античности // Энциклопедия для детей. Т. 1. Всемирная история. Изд. 4- е, испр. и перераб. — М.: Аванта +, 1999. — С. 169—170.
- Ратша — предок Пушкиных // Роман-газета XXI век. 1999. — № 5. — С. 80-81.
- «Приласкать и облегчить» // Время МН. Ежедневная газета. 1999. 31 мая. № 93 (240). — С. 6. (В соавторстве с П. Аптекарем.)
- Реформа гуманитарного образования в России // Обозреватель-Observer. Ежемесячный информационно-аналитический журнал. № 6. — М.: РАУ-Корпорация, 1999. С. 74-75. (В соавторстве с Е. В. Ракобольской (Авдеевой))
- Тень Бастилии // Время МН. Ежедневная газета. 1999. 14 июля. № 124 (271). — С. 3.
- Несостоявшееся светопреставление // Обозреватель-Observer. Ежемесячный информационно-аналитический журнал. — № 7. — М.: РАУ-Корпорация, 1999. — С. 70-73.
- Античный мир. Учебные тексты // Я иду на урок истории. Древнейшая и древняя история. Книга для учителя. — М.: изд-во «Первое сентября», 1999. — С. 135—187.
- Исторический галоп // Время МН. Ежедневная газета. 1999. 25 октября. № 197 (344). С. 2. (В соавторстве с Е. В. Ракобольской (Авдеевой))
- Традиционные цивилизации Древнего Востока и Средиземноморья // История. Еженедельное приложение к газете «Первое сентября». 1999. — Октябрь. — № 39. — С. 1-11.
- Античность и Восток: эволюция цивилизаций // История. Еженедельное приложение к газете «Первое сентября». 1999. — Октябрь. — № 40. — С. 1-16.
- Античность и Восток: эволюция цивилизаций. Закат традиционных обществ древности // История. Еженедельное приложение к газете «Первое сентября». 1999. — Ноябрь. — № 41. — С. 10-15.
- Древний Рим // Энциклопедия для детей. Т. 1. Всемирная история. Изд. 4-е, испр. и доп. М.: Аванта +, 1999. С. 147—156. (В соавторстве с И. В. Портнягиной)
- Летоисчисление и календарь у римлян // Энциклопедия для детей. Т. 1. Всемирная история. Изд. 4-е, испр. и доп. М.: Аванта +, 1999. — С. 154—155.
- Империй // Энциклопедия для детей. Т. 1. Всемирная история. Изд. 4-е, испр. и доп. М.: Аванта +, 1999. — С. 156—157.
- Диктатура // Энциклопедия для детей. Т. 1. Всемирная история. Изд. 4-е, испр. и доп. М.: Аванта +, 1999. — С. 157—158.
- Рабство в античности // Энциклопедия для детей. Т. 1. Всемирная история. Изд. 4-е, испр. и доп. М.: Аванта +, 1999. — С. 169—170.
- Кошель Калиты // Нумизматический альманах. 1999. — № 4 (11). — С. 23-27.
- К истории христианизации Галичского края (середина XIV — первая половина XV вв.) // Сельская Россия: прошлое и настоящее. Доклады и сообщения седьмой российской научно-практической конференции (Тула, ноябрь 1999). М.: Энциклопедия российских деревень, 1999. — С. 4-9.
- Чудотворная икона Казанской Божией Матери // Перевезенцев С. В. Русская религиозно-философская мысль X—XVII вв. М.: Прометей, 1999. — С. 310—313 (В соавторстве с С. В. Перевезенцевым.)
- Отрывок из дозорной книги Галича 1620 г. // Костромская земля. Краеведческий альманах. Вып. 4. Кострома: Костромской филиал Российского фонда культуры, 1999. — С. 79-97.
- Денежно-кредитные и торговые операции IV в. до Р. Х.: Афины и Боспор // Банковские услуги. 2000. — № 12. — С. 27-30.
- Заметки об эмблемах на синопских клеймах. 2. Об эмблемах на клеймах Плейстархида Апемантова // Эпиграфический вестник. 2000. — № 5. — С. 3-9.
- Галичский Успенский Паисьев монастырь по документам XV—XVII веков // Русский дипломатарий. Вып. 7. — М.: Древлехранилище, 2001. — С. 314—347.
- Ставрографические памятники XVI—XVIII вв. из Галичского уезда // Ставрографический сборник. Вып. 1. — М.: изд-во Московской Патриархии, изд-во «Древлехранилище», 2001. — С. 262—270.
- Елеонский крест патриарха Никона // Ставрографический сборник. Вып. 1. — М.: изд-во Московской Патриархии, изд-во «Древлехранилище», 2001. — С. 271—278.
- Авдеев А. Г. Раскопки Галича // Археологические открытия 2001 г. — М.: Наука, 2002. — С. 84-85.
- «Град Галичь первой» (О времени, месте и исторических обстоятельствах основания Галича Мерьского) // Вестник МГУ. Сер. 8. История. 2002. — № 4. — С. 62-82.
- Первый опыт кредитного дела на территории России (Боспорское царство) // Деньги и кредит. 2002. — № 3. — С. 77-79.
- Памятники книжности XVII века из Галичского уезда. 1. Сказание о явлении Словинской иконы Божьей Матери // Вестник архивиста. 2002. — № 4-5 (70-71). — С. 228—245.
- Древнерусские эпитафии как исторический источник // Преподавание истории и обществознания в школе. 2002. — № 8. — С. 69-74.
- Храмозданные надписи XVI—XVII вв. Костромы и края // Костромская земля. Краеведческий альманах Костромского общественного фонда культуры. Вып. 5. Кострома, 2002. — С. 158—165.
- Ещё раз об истории Троицкой Варнавиной пустыни. Приложение: Житие преподобного Варнавы Ветлужского (редакция 1639 г.) // Приглашение к истории. Сборник статей. — М.: ПСТБИ, 2003. — С. 83-127.
- Житие Паисия Галицкого // Словарь книжников и книжности Древней Руси. Вып. 3 (XVII в.). Ч. 4. Т — Я. Дополнения. — СПб.: «Дмитрий Буланин», 2004. — С. 399—405. (соавтор: Семячко С. А.)
- Эпиграфическое наследие Новоспасской усыпальницы дома Романовых // Станюкович А. К., Звягин В. Н., Черносвитов П. Ю., Ёлкина И. И., Авдеев А. Г. Усыпальница дома Романовых в Московском Новоспасском монастыре. — Кострома, 2005. — С. 115—137; (соавтор: Станюкович А. К.)
- Макарий Вуколов // Словарь книжников и книжности Древней Руси. Вып. 3 (XVII в.). Ч. 4. Т — Я. Дополнения. — СПб.: «Дмитрий Буланин», 2004. — С. 489—492.
- Усыпальница дома Романовых в Московском Новоспасском монастыре. Кострома, 2005. — С. 115—137.
- Из истории древнерусской эпиграфики и ставрографии. 1. Трактат преподобного Максима Грека «Сказание о венце Спасове…» и приписанный ему старообрядческий ставрографический трактат. 2. К истории становления ставрографии в России: начальный этап споров о «пилатовом титле» // Ставрографический сборник. Кн. III: Крест как личная святыня. — М.: изд-во Московской Патриархии, изд-во «Древлехранилище», 2005. — С. 276—294.
- Ставрографические заметки. 1. Ещё раз о Елеонском кресте патриарха Никона. 2. «Типовой» водружальный крест середины XVII века. 3. О смысле аббревиатуры «НІКА» в одной надписи из Нового Иерусалима // Ставрографический сборник. Кн. III: Крест как личная святыня. — М.: изд-во Московской Патриархии, изд-во «Древлехранилище», 2005. — С. 295—314.
- Строительная надпись конца XVII в. из Тулы // Никоновские чтения в музее «Новый Иерусалим». Сборник статей. Вып. II. — М.: Лето, 2005. — С. 199—203.
- Фермопильский «мемориал» // Европа. Международный альманах. Вып. V. Тюмень: Мандр и К°, 2005. — С. 5-14.
- К биографии Иоанна Корнильевича Шушерина // Духовные истоки русской культуры. Материалы Всероссийской научно-практической конференции. Ч. I. Рубцовск: Рубцовский индустриальный институт, 2005. — С. 307—310.
- Новоспасский помянник в списках XVIII—XIX вв. // Станюкович А. К., Звягин В. Н., Черносвитов П. Ю., Ёлкина И. И., Усыпальница дома Романовых в Московском Новоспасском монастыре. Кострома, 2005. — С. 221—226.
- О надгробной плите митрополита Сарского и Подонского Павла // Станюкович А. К., Звягин В. Н., Черносвитов П. Ю., Ёлкина И. И., Усыпальница дома Романовых в Московском Новоспасском монастыре. Кострома, 2005. — С. 282—285.
- К истории Новоспасского некрополя в XVII — начале XVIII в. // Станюкович А. К., Звягин В. Н., Черносвитов П. Ю., Ёлкина И. И., Усыпальница дома Романовых в Московском Новоспасском монастыре. Кострома, 2005. — С. 286—292.
- Список архимандритов Успенского Галичского Паисиева монастыря // Вестник ПСТБИ. Филология. История Философия. 2004. — № 2. — С. 119—131. URL: http://cyberleninka.ru/article/n/spisok-arhimandritov-uspenskogo-galichskogo-paisieva-monastyrya.
- Белокаменная плита со стихотворной летописью из Николо-Угрешского монастыря // Вестник ПСТГУ. Филология. История. 2005. — № 4. — С. 133—152. (соавтор: Прокопенко А. М.)
- Кладбище иноземцев в Марьиной Роще // Вопросы эпиграфики. Вып. I. — М.: Университет Дмитрия Пожарского / Русский фонд Содействия образованию и науке, 2006. — С. 36-59. (соавтор: Пирогов В. Ю.)
- Эпиграфические экскурсии по Москве и Подмосковью // Культурное и природное наследие и его освоение в учебно-воспитательной работе. Сборник научно-методических статей. Вып. 1. Экскурсионное краеведение. — М.: МИОО, 2006. — С. 93-97.
- Титулатура Ивана III в латинской и русской надписях на Спасской башне Московского Кремля // Вопросы эпиграфики. Вып. I. — М.: Университет Дмитрия Пожарского / Русский фонд Содействия образованию и науке, 2006. — С. 26-25.
- К вопросу о надгробии преподобного Андрея Рублева // Вопросы эпиграфики. Вып. I. — М.: Университет Дмитрия Пожарского / Русский фонд Содействия образованию и науке, 2006. — С. 160—185.
- К вопросу об иерусалимской символике древнерусских погребальных памятников // Вопросы эпиграфики. Вып. I. — М.: Университет Дмитрия Пожарского / Русский фонд Содействия образованию и науке, 2006. — С. 202—215.
- Краткое житие патриарха Никона // Никоновский сборник. Сборник, посвященный 400-летию со дня рождения и 325-летию со дня преставления Никона, Святейшего Патриарха Московского и всея Руси. Отв. редактор и сост. А. Г. Авдеев. — М.: Изд-во ПСТГУ, 2006. — С. 6-16.
- Кто и когда назвал Воскресенский монастырь Новым Иерусалимом // Никоновский сборник. Сборник, посвященный 400-летию со дня рождения и 325-летию со дня преставления Никона, Святейшего Патриарха Московского и всея Руси. Отв. редактор и составитель А. Г. Авдеев. — М.: Изд-во ПСТГУ, 2006. — С. 89-98.
- К вопросу о роли эпиграфического «проскинитария» в создании иконотопоса Нового Иерусалима // Икона и образ, иконичность и словесность. Сборник статей. редактор-составитель В. В. Лепахин. — М.: Паломник, 2007. — С. 179—197.
- «Град Галичь первой» (О времени, месте и исторических обстоятельствах основания города Галича) // Костромская земля. Краеведческий альманах. Вып. 6. Приложение к серии «Костромская библиотека». Кострома, 2007. — С. 58-82.
- Барочные и агиографические черты в первой эпитафии Патриарху Никону архимандрита Германа // Человек в культуре русского барокко. Сборник статей по материалам международной конференции. — М.: ин-т Философии РАН, 2007.
- Памятники книжности XVII в. из Галичского уезда. «Сказание о явлении образа Божией Матери Казанской в волости Бушнево» // Вестник ПСТГУ. Серия «История. История Русской Православной Церкви». Вып. 3 (24). М., 2007. — С. 7-41.
- Эпиграфический памятник в археологическом и историко-культурном контексте: Граффити на пряслице из села Грайворонова // Вопросы эпиграфики. Вып. II. — М.: Университет Дмитрия Пожарского / Русский Фонд Содействия Образованию и Науке, 2008. — С. 162—177. (соавтор: Чернов С. З.)
- Из истории древнерусской эпиграфики и ставрографии. 3. К вопросу о происхождении и развитии буквенных акронимов на Голгофских крестах в Древней Руси // Человек в пространстве и времени культуры. Сборник статей по материалам Всероссийской научной конференции с международным участием «Человек и мир человека». Барнаул; Рубцовск: изд-во Алтайского гос. ун-та, 2008. — С. 309—344.
- Эпиграфические памятники конца XV—XVI в. Возмищского монастыря «Пречистой Богородицы честнаго Ея Рождества и святаго преподобнаго отца нашего Кирила Чюдотворца» // Преподобный Иосиф Волоцкий и его обитель. Материалы научно-практической конференции, посвященной 5-летию обретения Святых мощей Преподобного Иосифа, 520-летию освящения первого монастырского каменного храма — Успенского собора — и 80-летию со дня рождения Митрополита Волоколамского и Юрьевского Питирима. — М.: Северный паломник, 2008. — С. 329—336.
- Утраченная надпись 1530 г. о строительстве кремля в Коломне: Опыт реконструкции содержания // Вопросы эпиграфики. Вып. II. — М.: Университет Дмитрия Пожарского / Русский Фонд Содействия Образованию и Науке, 2008. — С. 178—189.
- Стихотворный элогий Кариона Истомина, посвященный великой княгине святой Евдокии, в иночестве Ефросинии // ВЦИ. 2008. — № 4 (12). — С. 131—134.
- Ещё раз о кресте преподобного Савватия Соловецкого // Соловецкое море. Историко-литературный альманах. Вып. 8. Архангельск; М.: Товарищество Северного Мореходства, 2009. — С. 58-62.
- Древнерусские святцы по лапидарным надгробным надписям конца XV — начала XVIII века // Вопросы эпиграфики. Вып. III. — М.: Университет Дмитрия Пожарского / Русский Фонд Содействия Образованию и Науке, 2009. — С. 322—415.
- Стихотворные подписи Кариона Истомина к триумфальным вратам 1704 года в Москве // Вопросы эпиграфики. Вып. III. — М.: Университет Дмитрия Пожарского / Русский Фонд Содействия Образованию и Науке, 2009. — С. 432—441.
- Новые эпиграфические свидетельства о моровом поветрии 1654 г. // Историография источниковедения и вспомогательных исторических дисциплин. Материалы XXII Международной научной конференции. Москва, 28-30 января 2010 г. — М.: РГГУ, 2010. — С. 121—123.
- Крест преподобного Савватия Соловецкого: Ответ оппонентам // Соловецкое море. Историко-литературный альманах. Вып. 9. Архангельск; М.: товарищество Северного Мореходства, 2010. — С. 51-60.
- Памятники книжности XVII века из Галичского уезда: Житие преподобного Иакова Железноборовского // ВЦИ. 2010. — № 3-4 (19-20). — С. 118—130.
- Валунные надгробия XVI—XVII вв. из Ярославской и Костромской областей // Вопросы эпиграфики. Вып. IV. — М.: Университет Дмитрия Пожарского / Русский Фонд Содействия Образованию и Науке, 2010. — С. 304—347.
- «При славе буди смирен…». Об источнике изречения на русских средневековых печатях-матрицах // Родная старина. Поиск. Находки. Открытия. 2010. — № 4. — С. 40-45.
- Храмозданная надпись 1532 года в селе Серединском Боровского района Калужской области // Археология Подмосковья. Материалы научного семинара. Вып. 7. — М.: Институт археологии РАН, 2011. — С. 271—277. (соавтор: Яганов А. В.)
- Стихотворные подписи к книге Песнь песней Соломона на фресках XVII—XVIII вв. в Романове-Борисоглебске и Костроме. // Вопросы эпиграфики. Вып. V. — М.: Университет Дмитрия Пожарского / Русский Фонд Содействия Образованию и Науке, 2011. — С. 370—403. (соавтор: Чернов Д. А.)
- Список стихотворных эпитафий с костромских кладбищ. // Вопросы эпиграфики. Вып. V. — М.: Университет Дмитрия Пожарского / Русский Фонд Содействия Образованию и Науке, 2011. — С. 404—432.
- Надгробие архиепископа Ростовского и Ярославского Тихона // Вестник ПСТГУ. 2011. Сер. II. История. История Русской Православной Церкви. — № 4 (41). — С. 99-104.
- Книжники и книжность Ново-Иерусалимского монастыря в последних десятилетиях XVII — начале XVIII в. // Никоновские чтения в музее «Новый Иерусалим». Сборник статей. Вып. III. — М.: Лето, 2011. — С. 70-84, 378—379.
- Об одном валунном надгробии из города Кашина // Русский мир в мировом контексте. Сборник статей и материалов всероссийской заочной научной конференции с международным участием «Человек и мир человека». Рубцовск: ИП Пермяков, 2012. — С. 102—107. (соавтор: Хухарев В. В.)
- Античные керамические клейма и их изучение в Российской империи и СССР // Вопросы эпиграфики. Вып. VI. — М.: Университет Дмитрия Пожарского / Русский Фонд Содействия Образованию и Науке, 2012. — С. 537—579. (соавтор: Ефремов Н. В.)
- Реконструкция греческой строительной надписи 1634/35 г. из Москвы // Вопросы эпиграфики. Вып. VI. — М.: Университет Дмитрия Пожарского / Русский Фонд Содействия Образованию и Науке, 2012. — С. 43-49. (соавтор: Виноградов А. Ю.)
- Две заметки по истории Иоанно-Предтеченского Железноборовского монастыря (Буйский район Костромской области) // Русский мир в мировом контексте. Сборник статей и материалов всероссийской заочной научной конференции с международным участием «Человек и мир человека». Рубцовск: ИП Пермяков, 2012. — С. 76-101.
- О смысле надписи над входом в Кувуклию в Воскресенском соборе Ново-Иерусалимского монастыря // Икона в русской словесности и культуре. Сборник статей / Сост. В. В. Лепахин. — М.: Паломник, 2012. — С. 375—390.
- Русская стихотворная эпитафия последней четверти XVII — начала XVIII в. как фактор культуры восточнославянского барокко // Истоки и традиции славянской письменности и культуры. Материалы областной научно-практической конференции, посвящённой Дню славянской письменности и культуры (МГОГИ, 23 мая 2012). Орехово-Зуево: Редакционно-издательский совет МГОГИ, 2012. — С. 70-101.
- Стихотворная эпитафия черниговского полковника Якова Кондратьевича Лизогуба // «Отголосок прошедшего в будущем». Сборник научных статей преподавателей и аспирантов Исторического факультета. — М.: изд-во ПСТГУ, 2012. — С. 80-92.
- «Чудеса преподобного Иакова Железноборовского». Просопографический и историко-географический комментарий // Мир Православия. Сборник статей. Вып. 8 / сост. Н. Д. Барабанов, О. А. Горбань. Волгоград: изд-во ВолГУ, 2012. — С. 109—128.
- Древнерусские надгробия // Журнал Московской Патриархии. 2012. — № 8. — С. 84-91.
- Подвиг Патриарха Гермогена // Журнал Московской Патриархии. 2012. — № 4. — С. 45-50.
- Новые эпиграфические источники о моровом поветрии 1654 г. в Московской Руси // Вестник ПСТГУ. 2012. Сер. II: История. История Русской Православной Церкви. Вып. 1 (44). — С. 121—132.
- Стихотворная эпитафия Черниговского полковника Якова Кондратьевича Лизогуба // W kręgu problemów antropologii literatury. W stronę antropologii niezwykłości. Studia pod red. W. Supy. Białystok: wyd. Uniwersytetu w Białymstoku, 2013. S. 19-30. Материалы научного семинара. Вып. 10. — М.: ИА РАН, 2014. — С. 177—178.
- Наименование белокаменных и валунных надгробий в письменных памятниках Московской Руси // Вестник Кемеровского государственного университета культуры и искусств. Журнал теоретических и прикладных исследований. 2013. — № 25. — С. 253—265.
- Валунное надгробие иеромонаха Зосимы Ферапонтовского // Нартекс. Byzantina Ukrainensis. Т. 2: Ῥωμαῖος. Сборник статей к 69-летию С. Б. Сорочана. Харьков: Майдан, 2013. — С. 413—417.
- Об одной былинной параллели к граффито из Ростиславля // Археология Подмосковья. Русская стихотворная эпитафия последней четверти XVII — начала XVIII в. как феномен культуры восточнославянского барокко // Антропология литературы: методологические аспекты проблемы. Сборник научных статей. В 3 ч. Ч. 3. Гродно: ГрГУ им. Я. Купалы, 2013. — С. 14-22.
- Некоторые проблемы изучения русской стихотворной эпитафии последней четверти XVII — начала XVIII в. // Вопросы эпиграфики. Вып. VII. Материалы I Международной конференции «Вопросы эпиграфики». Ч. 2. — М.: Университет Дмитрия Пожарского / Русский Фонд Содействия Образованию и Науке, 2013. — С. 206—230.
- Эпиграфика // Теория и методология исторической науки. Терминологический словарь / Под ред. акад. А. О. Чубарьяна. — М.: Аквилон, 2014. — С. 545—547.
- Чудо на могиле князя Даниила Московского: от агиографии к устному преданию // Живая старина. Журнал о русском фольклоре и традиционной культуре. 2014. — № 1 (81). — С. 2-6.
- Эпиграфика и древнерусское градостроительство: надгробия конца XV—XVI в. и градостроительная структура Кашина // Вестник ПСТГУ. Сер. II: История. История Русской Православной Церкви. 2014. Вып. 1 (56). — С. 147—167.
- Памятники эпиграфики из раскопок Петровского монастыря в Ростове Великом // Вопросы эпиграфики. Вып. VIII. — М.: Университет Дмитрия Пожарского / Русский Фонд Содействия Образованию и Науке, 2015. — С. 285—306. (соавтор: Леонтьев А. Е.)
- Эпиграфические памятники Москвы XVI—XVIII вв. // Вопросы эпиграфики. Вып. VIII. — М.: Университет Дмитрия Пожарского / Русский Фонд Содействия Образованию и Науке, 2015. — С. 330—366. (соавтор: Донской Г. Г.)
- Эпитафия Симеону Полоцкому в контексте полемики «грекофилов» и «латинствующих» // Вестник Университета Дмитрия Пожарского. 2015. — № 1 (2). — С. 108—143.
- Эпиграфические заметки // Вопросы эпиграфики. Вып. VIII. — М.: Университет Дмитрия Пожарского / Русский Фонд Содействия Образованию и Науке, 2015. — С. 398—415.
- Надписи былинного эпоса. Камни на распутьях дорог. Заметки эпиграфиста // Живая старина. Журнал о русском фольклоре и традиционной культуре. 2015. — № 5 (87). — С. 35-38.
- Надгробие как агиографический факт: чудеса у могилы Максима Грека // Мир Православия: сборник статей. Вып. 9. Волгоград, 2015. — С. 244—255.
- Надгробие как агиографический факт: чудеса у могилы Максима Грека // Нумизматика, сфрагистика и епиграфика. Т. 10. София: Национален археологически институт с музей при БАН, 2014. — С. 1-8.
- Из истории рыбного промысла в Галиче в XVI — начале XVII в. // Вестник Университета Дмитрия Пожарского. 2014. — № 1: Город: история и культура. — С. 17-34.
- К вопросу об обстоятельствах появления старорусских подписных надгробий // Преподобный Иосиф Волоцкий и его обитель. Материалы научно-практической конференции, посвящённой 500-летию открытия для поклонения святых мощей преподобного Иосифа Волоцкого и 10-летию кончины митрополита Волоколамского и Юрьевского Питирима. Вып. III. — М.: Лето, 2015. — С. 381—394.
- Изготовление, продажа и покупка белокаменных надгробий // Путь белого камня. М., 2015. — С. 147—163.
- Путь формулы «преставися раб Божий»: от поминальных граффити до эпитафий // Гістарычна-археалагічны зборнік. Вып. 30. Минск: Інстытут гісторыі НАН Беларусі, 2015. — С. 72-97.
- К вопросу об эпиграфических источниках датировки собора Бориса и Глеба Борисоглебского Дмитровского монастыря // Археология Подмосковья: Материалы научного семинара. Вып. 12. — М.: ИА РАН, 2016. — С. 265—273. (соавтор: Яганов А. В.)
- Как русский иеромонах эпитафии иерусалимских королей переводил. К вопросу о переводческой культуре в Московской Руси // Аристей. Вестник классической филологии и античной истории / Aristeas. Philologia classica et historia antiqua. Т. XIII. — М.: Университет Дмитрия Пожарского, 2016. — С. 247—258.
- Валунное надгробие «рабы Божия Фетиния» из города Кашина // Тверь, Тверская земля и сопредельные территории в эпоху Средневековья. Материалы научного семинара / Отв. ред. А. Н. Хохлов. Вып. 10. Тверь, 2015. — С. 396—400. (соавтор: Хухарев В. В.)
- Памятники эпиграфики из раскопок Петровского монастыря в Ростове Великом // Вопросы эпиграфики. Вып. VIII. М., 2015. — С. 285—306. (соавтор: Леонтьев А. Е.)
- Эпиграфические памятники Москвы XVI—XVIII вв. // Вопросы эпиграфики. Вып. VIII. М., 2015. — С. 330—366. (соавтор: Донской Г. Г.)
- «Игры» с личными именами в памятниках русской эпиграфики второй половины XVII — начала третьей четверти XVIII в. // Русский мир в пространственно-временном контексте. Сборник материалов всероссийской научной конференции с международным участием. Ч. 1. Культура Русского мира: переходный период / Научн. ред. и сост. — С. К. Севастьянова, Г. М. Зеленская. Барнаул: изд-во Алтайского гос. техн. ун-та, 2015. — С. 172—198.
- Об источнике одной из надписей эпиграфического «проскинитария» по Ново-Иерусалимскому монастырю // Русский мир в пространственно-временном контексте. Сборник материалов всероссийской научной конференции с международным участием. Ч. 1. Культура Русского мира: переходный период / Научн. ред. и сост. — С. К. Севастьянова, Г. М. Зеленская. Барнаул: изд-во Алтайского гос. техн. ун-та, 2015. — С. 200—204.
- Damnatio memoriae в старорусской эпиграфике? // Русский мир в пространственно-временном контексте. Сборник материалов всероссийской научной конференции с международным участием. Ч. 1. Культура Русского мира: переходный период / Научн. ред. и сост. — С. К. Севастьянова, Г. М. Зеленская. Барнаул: изд-во Алтайского гос. техн. ун-та, 2015. — С. 82-89.
- Надписи былинного эпоса. Заметки эпиграфиста // Palaeoslavica. 2015. Vol. XXIII. — № 1. — С. 72-97.
- Человек рубежа XVII—XVIII вв. в зеркале эпиграфики // Palaeoslavica. 2015. Vol. XXIII. — № 2. — С. 165—196.
- Боярин А. С. Шеин: человек эпохи петровских реформ в зеркале эпиграфики // ОИ. 2015. — № 5. — С. 64-77.
- Случаи «исправления» надписей в монастырской эпиграфике XVII в. // От Смуты к Империи. Новые открытия в области археологии и истории России XVI—XVIII вв.: материалы научной конференции / Отв. ред. А. В. Юрасов. М.; Вологда: Древности Севера, 2016. — С. 504—511.
- Надгробие верижника Спасо-Ярославского монастыря Савватия // XV Тихомировские краеведческие чтения: Материалы научной конференции, 15-16 октября 2015 года / Ярославский государственный историко-архитектурный и художественный музей-заповедник. Ярославль, 2016. — С. 282—292.
- Надгробия «тверского» типа: вопросы хронологии, типологии и символики // Вопросы эпиграфики. Вып. IX. — М.: Университет Дмитрия Пожарского / Русский фонд содействия образованию и науке, 2016.
- К вопросу об изображениях Голгофского креста в строительной эпиграфике Московской Руси // Средневековая письменность и книжность XVI—XVII вв. Источниковедение. Владимир, 2016. — С. 9-24.
- Александр Великий? Периандр? Кипселл? К вопросу о рецепции античного наследия в Древней Руси // ΠΕΝΤΕΚΟΝΤΑΕΤΙΑ. Исследования по античной истории и культуре. Сборник, посвящённый юбилею Игоря Евгеньевича Сурикова / Под ред. О. Л. Габелко, А. В. Махлаюка, А. А. Синицына. — СПб.: Нестор-История, 2016. — С. 471—477
- Vir in Pace et Bello magnus эпохи барокко: эпитафия Франциску Лефорту // Средневековая личность в письменных и археологических источниках. М., 2016. — С. 8-12.
- Латинские надписи Москвы конца XVII века // Вопросы эпиграфики. Вып. IX. — М.: Университет Дмитрия Пожарского / Русский фонд содействия образованию и науке, 2016. — С. 381—421. (соавтор: Вальков Д. В.)
- Восприятие древнеегипетской иероглифики в эпоху московского барокко // Aegyptiaca Rossica. Сборник статей. Вып. 4 / Под ред. М. А. Чегодаева, Н. В. Лаврентьевой. — М.: Русский фонд содействия образованию и науке, 2016.
- Эпиграфика // Теория и методология исторической науки. Терминологический словарь / Отв. ред. акад. А. О. Чубарьян, Л. П. Репина / 2-е изд., испр. и доп. — М.: Аквилон, 2016. — С. 508—509.
- Надгробия и житийная топография: к ранней истории подмосковного села Елохова // Ползуновский альманах. 2017. — № 4. Т. 1. Вып. 1. — С. 193—197.
- Календарь старорусских надписей // Ползуновский альманах. 2017. — № 4. Т. 1. Вып. 1. — С. 177—189.
- О надписи на кресте Стефана Бородатого // Прикосновение к вечности. Сборник статей / Научн. ред. Г. Е. Захаров, свящ. А. Постернак. — М.: изд-во ПСТГУ, 2017. — С. 162—169.
- Повседневная жизнь греческого населения Северного Причерноморья по стихотворным надписям // Антология источников по истории, культуре и религии Древней Греции. Учебное пособие. Под ред. В. И. Кузищина. — СПб.: Алетейя, 2000. — С. 469—496.
- Эпиграфический комментарий к «Полтаве» А. — С. Пушкина // Вестник Университета Дмитрия Пожарского. 2017. — № 1 (5): Императорская Россия. — С. 189—201.
- Русская силлабическая эпитафия последней четверти XVII— начала второй четверти XVIII в. // Palaeoslavica. 2017. Vol. XXV. — № 1. — С. 55-177.
- Образ смерти в христианской культуре XIV—XV вв. и рождение поминальной практики в Московской Руси // Антропология времени. Сборник научных статей в 2-х частях / Гл. ред. Т. Е. Автюхович. Ч. 1. Гродно: ГрГУ им. Я. Купалы, 2017. — С. 3-15.
- Камни-следовики в Древней Руси // Традиционная культура. Научный альманах. 2017. Вып. 1 (65). — С. 7-22.
- Идеальная стихотворная эпитафия для идеального архиерея: из века XVII в век XVIII // Вестник ПСТГУ. 2017. Сер. II: История. История Русской Православной Церкви. 2017. Вып. II (74). — С. 40-61.
- Александр Великий? Периандр? Кипселл? К вопросу о рецепции античного наследия в Древней Руси // ΠΕΝΤΕΚΟΝΤΑΕΤΙΑ. Исследования по античной истории и культуре. Сборник, посвящённый юбилею Игоря Евгеньевича Сурикова / Под ред. О. Л. Габелко, А. В. Махлаюка, А. А. Синицына. — СПб.: Нестор-История, 2018. — С. 471—477.
- Эпитафия как объект чтения в Московской Руси // Человек говорящий, пишущий, читающий в литературе. Сборник научных статей. Ч. 1 / Гл. ред. Т. Е. Автухович. Гродно: ГрГУ им. Я. Купалы, 2018. — С. 43-55.
- «Государь» или «господарь»? Об одном элементе титулатуры правителей Древней Руси // Российская история. 2018. — № 5. — С. 9-16.
- Валунные надгробия в «языческой» роще // Живая старина. 2018. — № 3 (99). — С. 16-18.
- Поминальная культура, суеверия и старорусская эпиграфика // Православие. Наука. Образование. 2018. — № 1 (5). — С. 9-18.
- Традиционные источники и памятники эпиграфики: о дате битвы на Вырке // Вспомогательные исторические дисциплины в современном научном знании. Материалы XXXI Международной научной конференции. Москва, 12-14 апреля 2018 года. — М.: ИВИ РАН, 2018. — С. 48-49.
- Свод русских надписей (CIR) и инструменты его составления // Вспомогательные исторические дисциплины в современном научном знании. Материалы XXXI Международной научной конференции. Москва, 12-14 апреля 2018 года. — М.: ИВИ РАН, 2018. — С. 7-9. (В соавторстве с Ю. М. Свойским и Е. В. Романенко)
- Методы и приёмы текстологического изучения старорусских надписей // Palaeoslavica. 2019. Т. XXVII. — № 2. — С. 189—247.
- Малоизвестные эпиграфические источники о моровом поветрии 1654 г. в Московской Руси // Palaeoslavica. 2019. Т. XXVII. — № 1. — С. 8-28.
- Мастера-резчики надписей в Московской Руси // Звучат лишь Письмена. К юбилею Альбины Александровны Медынцевой / Отв. ред. В. Ю. Коваль. — М.: ИА РАН, 2019. — С. 32-49.
- Надгробная плита с эпитафией Ивану Неронову // Science and World. International scientific journal / Наука и мир. Международный научный журнал. 2019. Т. 1. — № 7 (71). — С. 61-65.
- Родовая усыпальница Готовцевых: предварительные результаты исследования // Вестник Костромского государственного университета. 2019. Т. 25. — № 2. — С. 8-13.
- Монографии и сборники статей по эпиграфике, изданные в России в 2016—2018 гг. с дополнениями за предыдущие годы // Вопросы эпиграфики. Вып. X. — М.: Университет Дмитрия Пожарского / Русский фонд содействия образованию и науке, 2019. — С. 495—504.
- Дата битвы на реке Вырке: традиционные источники и эпиграфика // Вопросы эпиграфики. Вып. X. — М.: Университет Дмитрия Пожарского / Русский фонд содействия образованию и науке, 2019. — С. 394—406. (В соавторстве с Г. Г. Донским)
- Гибель преподобного Корнилия Псково-Печерского: исторические источники и монастырские предания // Вопросы эпиграфики. Вып. X. — М.: Университет Дмитрия Пожарского / Русский фонд содействия образованию и науке, 2019. — С. 370—393.
- Методы документирования эпиграфических памятников Московской Руси в рамках Свода русских надписей (CIR) // Вопросы эпиграфики. Вып. X. — М.: Университет Дмитрия Пожарского / Русский фонд содействия образованию и науке, 2019. — С. 229—260. (В соавторстве с Ю. М. Свойским.)
- Паисий, прп. [Галичский]. Иконография // Православная Энциклопедия. Т. LIV. — М.: Церковно-научный центр «Православная энциклопедия», 2019. — С. 201—203 (В соавторстве с Э. П. И.)
- Паисиев Галичский в честь Успения Пресвятой Богородицы женский монастырь // Православная Энциклопедия. Т. LIV. — М.: Церковно-научный центр «Православная энциклопедия», 2019. — С. 194—198. (В соавторстве с Н. А. Зонтиковым)
- Намогильная плита Евфимии Васильевны Гавреневой, из Троицкого Рябова монастыря // «По пути времени…» 2017—2018. Вып. 7. Тверь: «СФК-офис», 2019. — С. 194—209.
- Исследование памятников эпиграфики методом бесконтактного трёхмерного моделирования с последующей математической визуализации рельефа полигональной модели // XVI Тихомировские краеведческие чтения. К 100-летию революций в России. Материалы научной конференции. Ярославль, 19-20 октября 2017 года / Департамент культуры Ярославской области; Ярославский государственный историко-архитектурный и художественный музей-заповедник. Ярославль, 2019. — С. 135—152. (В соавторстве с Ю. М. Свойским и Е. В. Романенко)
- Методы и приёмы текстологического изучения старорусских надписей // Palaeoslavica. 2019. Т. XXVII. — № 2. — С. 189—247.
- Малоизвестные эпиграфические источники о моровом поветрии 1654 г. в Московской Руси // Palaeoslavica. 2019. Т. XXVII. — № 1. — С. 8-28.
- Мастера-резчики надписей в Московской Руси // Звучат лишь Письмена. К юбилею Альбины Александровны Медынцевой / Отв. ред. В. Ю. Коваль. — М.: ИА РАН, 2019. — С. 32-49.
- Надгробная плита с эпитафией Ивану Неронову // Science and World. International scientific journal / Наука и мир. Международный научный журнал. 2019. Т. 1. — № 7 (71). — С. 61-65.
- Родовая усыпальница Готовцевых: предварительные результаты исследования // Вестник Костромского государственного университета. 2019. Т. 25. — № 2. — С. 8-13.
- О мастерах, расписывавших Троицкий собор Макарьева Калязина монастыря и времени его росписи // Вспомогательные исторические дисциплины в современном научном знании. Материалы XXXII Международной научной конференции. Москва, 11-12 апреля 2019 г. / Российский государственный гуманитарный университет, Историко-архивный институт, Высшая школа источниковедения, специальных и вспомогательных исторических дисциплин; Российская академия наук, Институт всеобщей истории. — М.: ИВИ РАН, 2019. — С. 25-27.
- Ещё раз о символике «вавилонов» // Тверь, Тверская земля и сопредельные территории в эпоху Средневековья. Вып. 12 / Отв. ред. А. Н. Хохлов. Тверь: ИА РАН, Тверской научно-исследовательский историко-археологический и реставрационный центр, 2019. — С. 360—370.
- Эпитафия Левкию из Калязина монастыря (CIR0695): малоизвестный источник по истории Смутного времени // Проблемы истории, филологии, культуры. 2019. — № 1. — С. 258—271. 0.9 п.л.
- Методика восстановления текста утраченной надписи 1693 г. из Никольской слободы Троицкого Макарьева Калязина монастыря // Вестник Тверского государственного университета. Серия «История». 2019. — № 1. — С. 95-107.
- Суеверия, поминальная культура и старорусская эпиграфика // Вестник ПСТГУ. 2019. Сер. II: История. История Русской Православной Церкви. Вып. II (86). — С. 61-80.
- Надпись о строительстве и росписи Богоявленского собора в Костромском Богоявленском Анастасиином монастыре (CIR4010) // Вестник Костромского государственного университета. 2020. Т. 26. — № 3. — С. 14-23.
- Два эпиграфических памятника Смутного времени // «Восстанет цесарь в опустевшей стране»: люди, время и пространство в русской истории. К 70-летию профессора Н. — С. Борисова. Сборник научных статей (Труды исторического факультета МГУ. Вып. 185. Сер. II: Исторические исследования, 120). СПб., 2020. — С. 108—115.
- Древнейшее ядро некрополя Троицкого Калязина монастыря: структура и судьба // Вспомогательные исторические дисциплины в современном научном знании. Материалы XXXIII Международной научной конференции. Москва, 2020 г. / Отв. ред. И. Г. Коновалова, Е. В. Пчелов. — М.: ИВИ РАН, 2020. — С. 31-34.
- Заготовка эпитафии иноку Протасию Языкову из Иосифо-Волоколамского монастыря (CIR0746): методы датировки старорусских надписей с неполными датами // Поволжский вестник науки. Научный журнал Поволжского православного института имени Святителя Алексия Московского. 2020. — № 1 (15). — С. 13-18.
- Влюбить в профессию. Заметки школьной этнографической экспедиции // Учительская газета. Москва. 2020. 7 января. — № 1 (10810). — С. 17.
- Белокаменное надгробие с эпитафией схимнику Троицкого Ипатьевского монастыря архимандриту Симеону (CIR0074) // Ипатьевский вестник. Научно-богословский журнал. 2020. — № 4 (12). — С. 83-90.
- Неизданные памятники старорусской эпиграфики из Галичского уезда // Культурное наследие Галичской земли. Материалы I и II Научно-практических конференций. Галич, 1 ноября 2018 г. и 29 ноября 2019 г. / Отв. ред. и сост. А. В. Новиков. Кострома: изд-во Стандарт-Принт, 2020. — С. 76-84.
- Ещё раз о надгробии Марфы из села Млёва // Новгородский архивный вестник. 2020. Вып. 16. — С. 125—129.
- Арсений Елассонский — архиепископ Тверской и Кашинский // Поволжский вестник науки. Научный журнал Поволжского православного института имени Святителя Алексия Московского. 2020. — № 3 (17). — С. 14-16.
- О дате рождения патриарха Московского и всея Руси Адриана // Нумизматика, сфрагистика и епиграфика. Т. 16. София: Национален археологически институт с музей при БАН, 2020. — С. 1-6. 0.47 п.л.
- Намогильные сооружения Симеоновского монастыря в г. Кашине // Вестник Университета Дмитрия Пожарского. 2020. — № 4. — С. 78-91. В соавторстве с Н. Е. Персовым и В. В. Солдатенковой.
- Регулирование захоронений на некрополях Московской Руси: правила, нормы, обычаи, суеверия // Вестник Университета Дмитрия Пожарского. 2020. — № 4. — С. 7-77.
- Срок службы, факторы разрушения и вторичное использование надгробий Московской Руси // Новгород и Новгородская земля. Книжность и письменность. Материалы научно-практической конференции 24-26 сентября 2019 года. Великий Новгород, 2021. — С. 86-99. В соавторстве с Ю. М. Свойским. 1 п.л.
- Граффити на сосудах второй половины XVI — начала XVIII века из раскопов Троице-Сергиевой лавры: атрибуция, классификация, хронология // Археология Подмосковья. Материалы научного семинара. Вып. 17 / Отв. ред. А. В. Энговатова. — М.: ИА РАН, 2021. — С. 331—352 (в соавторстве с А. В. Энговатовой и Е. К. Кадиевой).
- Неизвестный синодичный список с именами погибших в Троицком Макарьеве Калязине монастыре от рук Лисовского // Вестник Тверского государственного университета. Серия «История». 2021. — № 2 (58). — С. 127—135.
- Два малоизвестных свидетеля морового поветрия 1654—1655 гг.: памятные кресты из Старой Руссы и Шуи // Вестник Университета Дмитрия Пожарского. 2021. — № 1 (21): Древняя Русь по ударом моровых поветрий. — С. 13-33.
- Срок службы, факторы разрушения и вторичное использование надгробий Московской Руси // Новгород и Новгородская земля. Книжность и письменность. Материалы научно-практической конференции 24-26 сентября 2019 года. Великий Новгород, 2021. — С. 86-99. В соавторстве с Ю. М. Свойским.
- Отражение Первого Крымского похода князя В. В. Голицына в эпитафии Иоакиму Тимофеевичу Челищеву (CIR0225) из некрополя Псково-Печерского монастыря // Вестник Ярославской духовной семинарии. 2021. Вып. 3. — С. 22-29.
- Давид Исаакович Племянников, воевода Мурашкинского уезда // Поволжский вестник науки. Научный журнал Поволжского православного института имени Святителя Алексия Московского. 2021. — № 3 (21). — С. 23-27.
- Случайная находка стенки сосуда с граффито на территории Макарьева Калязина монастыря // «По пути времени…» 2019—2020. Вып. 9 / Сост. КПК «Путник». Тверь: «СФК-офис», 2021. — С. 198—204.
- Заметки о роде кашинских служилых людей Баклановских // «По пути времени…» 2019—2020. Вып. 9 / Сост. КПК «Путник». Тверь: «СФК-офис», 2021. — С. 8-39.
- Архимандрит Троицкого Ипатьевского монастыря Феодосий II († 1680) // Ипатьевский вестник. Научно-богословский журнал. 2021. № 4 (16). С. 63-76.
- От крестильной купели до гробовой доски: время жизни в Московской Руси // Нумизматика, сфрагистика и епиграфика. Сб. 17. София: Българска Академия на науките, Национален Археологически институт с музей, 2021. С. 177—194.
- «Каменные синодики»: методы изучения и интерпретации // Вспомогательные исторические дисциплины. Т. XL. СПб.: СПбИИ РАН, 2021. С. 9-39.
- Повседневная жизнь греческого населения Северного Причерноморья по стихотворным надписям // Антология источников по истории, культуре и религии Древней Греции. Учебное пособие. Под ред. В. И. Кузищина. СПб.: Алетейя, 2021. С. 469—496.
- Редкий генеалогический казус в Синодике Троицкого Ипатьевского монастыря // Актуальные вопросы церковной науки. 2021. № 2: Материалы XII Международной конференции "Актуальные вопросы современного богословия и церковной науки. Санкт-Петербург, 16-17 ноября 2020 года. С. 97-106.
- «Каменные синодики» служилых людей Сикеотовых и князей Барятинских из Николаевского Клобукова монастыря в Кашине // Златоустовские чтения VI: Сборник докладов научно-практической конференции 16-17 февраля 2021 г. М., 2022. С. 37-50. Ил. 1-3.
- Владельческие надписи на рукоятях ножей, найденные на берегу залива Симса: чтение, интерпретация, датировка // Археология Подмосковья. Материалы научного семинара. Вып. 18 / Отв. ред. А. В. Энговатова. М.: ИА РАН, 2022. С. 280—295. (в соавторстве с Е. А. Окладниковой, Ю. М. Свойским, Е. В. Романенко, В. Е. Коршуном)
- Стихотворная эпитафия келарю Псково-Печерского монастыря Ионе: неизвестный памятник эпохи московского барокко // Вспомогательные исторические дисциплины в современном научном знании: Материалы XXXIV Всероссийской конференции с международным участием. Москва, 7-8 апреля 2022 года / Отв. ред. И. Г. Коновалова, Е. В. Пчелов. М.: ИВИ РАН, 2022. С. 36-38.
- Древнейшее ядро некрополя Троицкого Макарьева Калязина монастыря: структура и судьба // Тверь, Тверская земля и сопредельные территории в эпоху Средневековья. Вып. 14 / Отв. ред. А. Н. Хохлов. Тверь, 2022. С. 221—234.
- Каменный свидетель прошлого: археология смыслов и представлений // Подмосковный летописец. 2022. № 2 (72): Юбилей Петра Великого. С. 8-13.
- Строительная надпись 1586 г. из Троицкого Ипатьевского монастыря и ансамбль Святых ворот конца XVI в. // Ипатьевский вестник. Научно-богословский журнал. 2022. — № 3 (19). — С. 62-88.
- Загадочная надпись на валуне на горе Арбухим // Живая старина. 2022. — № 3 (115). — С. 36-39.
- Новое прочтение надписей на рукоятях владельческих ножей, найденных на берегу залива Симса // Вестник Новосибирского государственного университета. Серия: История, Филология. 2022. — Т. 21. — № 7: Археология и этнография. — С. 134—149. (в соавторстве с Е. А. Окладниковой, Е. В. Романенко и Ю. В. Свойским)
- Надпись с именами мастеров фресковой росписи в Троицком соборе Троицкого Макарьева Калязина монастыря (CIR0092) // Проблемы истории, филологии и культуры. 2022. — № 3. — С. 135—147.
- Колвицкий камень: новый памятник русской эпиграфики на Кольском полуострове // Учёные записки Петрозаводского государственного университета. 2022. — Т. 44. — № 6. — С. 1-8. В соавторстве с М. М. Шахновичем.
- «Каменный архив» Московской Руси: Люди, события, культура в зеркале монументальной эпиграфики // Церковь, общество и культура в поздней Античности и Средневековье: Учебное пособие / Сост. Г. Е. Захаров. — М.: изд-во ПСТГУ, 2022. — С. 177—192.
- Редкий генеалогический казус в Синодике Троицкого Ипатьевского монастыря // Актуальные вопросы церковной науки. 2021. № 2: Материалы XII Международной конференции "Актуальные вопросы современного богословия и церковной науки. Санкт-Петербург, 16-17 ноября 2020 года. С. 97-106.
- «Каменные синодики» служилых людей Сикеотовых и князей Барятинских из Николаевского Клобукова монастыря в Кашине // Златоустовские чтения VI: Сборник докладов научно-практической конференции 16-17 февраля 2021 г. М., 2022. С. 37-50. Ил. 1-3.
- Владельческие надписи на рукоятях ножей, найденные на берегу залива Симса: чтение, интерпретация, датировка // Археология Подмосковья. Материалы научного семинара. Вып. 18 / Отв. ред. А. В. Энговатова. М.: ИА РАН, 2022. С. 280—295. (в соавторстве с Е. А. Окладниковой, Ю. М. Свойским, Е. В. Романенко, В. Е. Коршуном)
- Стихотворная эпитафия келарю Псково-Печерского монастыря Ионе: неизвестный памятник эпохи московского барокко // Вспомогательные исторические дисциплины в современном научном знании: Материалы XXXIV Всероссийской конференции с международным участием. Москва, 7-8 апреля 2022 года / Отв. ред. И. Г. Коновалова, Е. В. Пчелов. М.: ИВИ РАН, 2022. С. 36-38.
- Древнейшее ядро некрополя Троицкого Макарьева Калязина монастыря: структура и судьба // Тверь, Тверская земля и сопредельные территории в эпоху Средневековья. Вып. 14 / Отв. ред. А. Н. Хохлов. Тверь, 2022. С. 221—234.
- Каменный свидетель прошлого: археология смыслов и представлений // Подмосковный летописец. 2022. № 2 (72): Юбилей Петра Великого. С. 8-13.
- Строительная надпись 1586 г. из Троицкого Ипатьевского монастыря и ансамбль Святых ворот конца XVI в. // Ипатьевский вестник. Научно-богословский журнал. 2022. — № 3 (19). — С. 62-88.
- Загадочная надпись на валуне на горе Арбухим // Живая старина. 2022. — № 3 (115). — С. 36-39.
- Новое прочтение надписей на рукоятях владельческих ножей, найденных на берегу залива Симса // Вестник Новосибирского государственного университета. Серия: История, Филология. 2022. — Т. 21. — № 7: Археология и этнография. — С. 134—149. (в соавторстве с Е. А. Окладниковой, Е. В. Романенко и Ю. В. Свойским)
- Надпись с именами мастеров фресковой росписи в Троицком соборе Троицкого Макарьева Калязина монастыря (CIR0092) // Проблемы истории, филологии и культуры. 2022. — № 3. — С. 135—147.
- Колвицкий камень: новый памятник русской эпиграфики на Кольском полуострове // Учёные записки Петрозаводского государственного университета. 2022. — Т. 44. — № 6. — С. 1-8. В соавторстве с М. М. Шахновичем.
- «Каменный архив» Московской Руси: Люди, события, культура в зеркале монументальной эпиграфики // Церковь, общество и культура в поздней Античности и Средневековье: Учебное пособие / Сост. Г. Е. Захаров. — М.: изд-во ПСТГУ, 2022. — С. 177—192.
- Редкий генеалогический казус в Синодике Троицкого Ипатьевского монастыря // Палеороссия. Древняя Русь: во времени, в личностях, в идеях / Παλαιορωσσια εν χρονω εν προσωπω εν ειδει. Научный журнал. 2022. — № 3 (19). — С. 23-33.
- Штрихи к генеалогии Татищевых: псковско-новгородская ветвь // XI региональный этап XXXI международных Рождественских чтений: Материалы Всероссийской теологической научно-практической конференции «Духовный выбор человека в условиях глобальных вызовов современности», Севастополь, 5 декабря 2022 года / Гл. ред. иерей А. И. Бояркин. — Севастополь: Севастопольский гос. университет, 2022. — С. 8-28.
- Старорусская монументальная эпиграфика // История письма от античности до Нового времени. Очерки по эпиграфике, палеографии и дипломатике / Сост. В. Г. Вовина-Лебедева. — М.; СПб.: Альянс-Архео, 2022. — С. 134—180 (История письма европейской цивилизации / Отв. ред. А. В. Сиренов).
- К вопросу об организации скудельниц в Московской Руси в Московской Руси в XV—XVII вв. // Преподобный Иосиф Волоцкий и его обитель. Вып. V: Материалы научно-практической конференции, посвящённой 540-летию основания обители и 30-летию возобновления монашеской жизни. — М.: Лето, 2023. — С. 341—353.
- Кашинские храмоздатели супруги Сикеотовы // Златоустовские чтения VII: Сборник докладов историко-богословской научно-практической конференции 2-3 февраля 2022 г. — М., 2023. — С. 28-46. Ил. 1-5 (на вклейке).
- Эпиграфика в открытой графосфере русского города конца XV — начала XVIII в. // Вопросы эпиграфики. Вып. XI. — М.: Университет Дмитрия Пожарского, 2023. — С. 82-129.
- Штрихи к генеалогии Татищевых: псковско-новгородская ветвь // Вопросы эпиграфики. Вып. XI. — М.: Университет Дмитрия Пожарского, 2023. — С. 194—228.
- «Каменные синодики» и их эволюция в XVIII — начале XIX в. // Вопросы эпиграфики. Вып. XI. — М.: Университет Дмитрия Пожарского, 2023. — С. 247—262. 0.68 п.л. В соавторстве с А. А. Оксенюком.
- Монографии и сборники статей по эпиграфике, изданные в России в 2019—2020 гг. с дополнениями за предыдущие годы // Вопросы эпиграфики. Вып. XI. — М.: Университет Дмитрия Пожарского, 2023. — С. 271—281.
- Тематический указатель статей, вошедших в I—X выпуски сборника «Вопросы эпиграфики» // Вопросы эпиграфики. Вып. XI. — М.: Университет Дмитрия Пожарского, 2023. — С. 282—300.
- Новое прочтение надписей на рукоятях владельческих ножей, найденных на берегу залива Симса // Вестник археологии, антропологии и этнографии. 2023. — № 1 (60). — С. 91-103. В соавторстве с Е. А. Окладниковой, Е. В. Романенко и Ю. М. Свойским.
- Эпиграфическое «наследие» настоятеля костромского Ипатьевского монастыря архимандрита Феодосия III († 1692) // Ипатьевский вестник. Научно-богословский журнал. 2023. — № 1 (21). — С. 134—159.
- К вопросу о бытовании азбуковников в Московской Руси во второй половине XVI—XVII вв. // Московская Русь: археология, история, культура. К 75-летию Леонида Андреевича Беляева / Отв. ред. И. И. Ёлкина / Сост. О. Н. Глазунова, Д. Г. Давиденко. — М.: ИА РАН, 2023. — С. 88-97.
- Редкая находка бронзовой пряжки на городище в г. Верее Московской области // Вспомогательные исторические дисциплины в современном научном знании: Материалы XXXV Всероссийской научной конференции с международным участием. Москва, 6-7 апреля 2023 г. / Отв. ред. И. Г. Коновалова, Е. В. Пчелов. — М.: ИВИ РАН, 2023. — С. 11-12. В соавторстве с А. В. Энговатовой и А. В. Ягановым.
- Эпиграфическое «наследие» архимандрита Троицкого Ипатьевского монастыря Феодосия III // Вспомогательные исторические дисциплины в современном научном знании: Материалы XXXV Всероссийской научной конференции с международным участием. Москва, 6-7 апреля 2023 г. / Отв. ред. И. Г. Коновалова, Е. В. Пчелов. — М.: ИВИ РАН, 2023. — С. 13-14.
- Синодик Тверского Спасо-Преображенского собора из собрания отдела рукописей Российской государственной библиотеки. К вопросу о датировке // Румянцевские чтения —2023. Материалы Международной научно-практической конференции (18-20 апреля 2023 г.). Ч. 1 / Сост. Е. А. Иванова. — М.: Пашков дом, 2023. — С. 5-10. В соавторстве с О. Н. Радеевой.
- Строительная надпись 1654 г. из подворья архиереев Рязанских в Москве как источник по архитектурной планировке // Тверь, Тверская земля и сопредельные территории в эпоху Средневековья / Отв. ред. А. Н. Хохлов. Вып. 15. — Тверь: ТНИИР-центр, 2023. — С. 242—251. В соавторстве с С. Е. Компанцем.
- Супруги Сикеотовы, кашинские храмоздатели // Тверь, Тверская земля и сопредельные территории в эпоху Средневековья / Отв. ред. А. Н. Хохлов. Вып. 15. — Тверь: ТНИИР-центр, 2023. — С. 330—341.
- Кто же из Годуновых носил прозвище «Михаил»? Эпитафия на белокаменном надгробии из родовой усыпальницы Годуновых в Свято-Троицком Ипатьевском монастыре (г. Кострома) // Ипатьевский вестник. Научно-богословский журнал. 2023. — № 2 (22). — С. 161—173. В соавторстве с А. Ф. Литвиновой и Ф. Б. Успенским.
- Заметки о памятниках монументальной эпиграфики Переславля-Залесского XVII—XVIII вв. // Роль монастырей в формировании социокультурного пространства окружающих территорий: Материалы конференций 2019—2020 гг. / Сост. А. Ю. Конькова. — М.: изд-во «Спутник +», 2023. — С. 41-74.
- Старорусские эпиграфические памятники: «большая» или «малая» эсхатология? // Палеороссия. Древняя Русь: во времени, в личностях, в идеях / Παλαιορωσσια εν χρονω εν προσωπω εν ειδει. Научный журнал. 2023. — № 2. — С. 71-88. В соавторстве с О. Н. Радеевой.
- О необходимости комплексного изучения старорусских эпитафий // Комплексный подход в изучении Древней Руси / Материалы XII Международной конференции 11-15 сентября 2023 г., Москва, Россия / Отв. ред. Е. Л. Конявская, Л. А. Беляев. — М.: Индрик, 2023. — С. 36-37.
- «Каменные» синодики и их эволюция в конце 40-х годов XVII века — начале XIX в. // Север в истории и культуре России. Духовное наследие и традиции: Материалы историко-краеведческой конференции. Пятнадцатые Феодоритовские чтения: г. Мурманск, 21-23 октября 2022 года / Под ред. митр. Митрофана (Баданина). — Апатиты: изд-во Кольского научного центра, 2023. — С. 292—316.
- Синодичные записи кашинцев: возможности интерпретации // Никольские чтения 2021—2022 / Сост. Калязинский краеведческий музей им. Н. Ф. Никольского. — М.: Антей, 2023. — С. 8-29.
- Генерал-майор Сергей Васильевич Сикеотов // Никольские чтения 2021—2022 / Сост. Калязинский краеведческий музей им. Н. Ф. Никольского. — М.: Антей, 2023. — С. 199—209.
- Старорусские эпитафии: археология смыслов и представлений // История письма европейской цивилизации и письменная культура народов России / Сборник материалов международной научной конференции / Сост. Л. Р. Надыршина, Л. Ш. Гарипова, И. Г. Гумеров. — Казань: ИЯЛИ, 2023. — С. 224—231.
- Стихотворная эпитафия келарю Псково-Печерского монастыря Ионе: неизвестный памятник эпохи московского барокко // От сорочка к Олекше. Сборник статей к 60-летию А. А. Гиппиуса / Отв. ред. С. М. Михеев. — М.: Издательский дом «Дело» РАНХ и ГП, 20023. — С. 456—466.
- Как Салтыковы у Шереметевых стихотворную эпитафию позаимствовали // Ипатьевский вестник. Научно-богословский журнал. 2023. — № 4 (24). — С. 115—124.
- Из истории освоения Арктики: подписной крест XVI в. на острове Матвееве (Печорское море) // Нумизматика, сфрагистика и епиграфика. Сб. 19. — София: Българска Академия на науките, Национален Археологически институт с музей, 2023. — С. 225—237.
- Славянская эпиграфика. Учебная программа. — М.: изд-во ПСТГУ, 2024. — 36 с.
- «Каменный синодик» Матюшкиных из Московского Златоустова монастыря // Златоустовские чтения. VIII. Сборник докладов научно-практической конференции 1-3 февраля 2023 г. — М., 2024. — С. 16-29.
- Свидетели Смуты (По материалам спасательных раскопок ИА РАН в Троице-Сергиевой лавре в 2021—2023 гг.) / Winnesses of the Nime of Troubles (Based on the Materials of rescue excavations of IA RAS in the Trinity Lavra of St. Sergius in 2021—2023) // Археологические исследования: Новые материалы и исследования / Archaeological Reserarch: New Data and Interpretations. Научная конференция. 13.03.2024 — 14.03.2024. — М.: ИА РАН, 2024. — С. 26-27. (В соавторстве с А. В. Энговатовой, М. А. Курицыным, С. А. Зоц, Е. К. Кадиевой, Р. В. Зарифуллиным, М. А. Капитоновой.)
- Могильная плита тверского типа с надписью из раскопок на территории некрополя Тверского Фёдоровского монастыря // Тверь, Тверская земля и сопредельные территории в эпоху Средневековья / Отв. ред. А. Н. Хохлов. Вып. 16. — Тверь: ТНИИР-центр, 2024. — С. 200—212. (В соавторстве с А. Н. Хохловым и М. Е. Нестеровой.)
- Стены Калязина монастыря: хроника строительства и строители // Тверь, Тверская земля и сопредельные территории в эпоху Средневековья / Отв. ред. А. Н. Хохлов. Вып. 16. — Тверь: ТНИИР-центр, 2024. — С. 378—412.
- Настенный синодик Андрея Ивановича Чирикова из церкви Троицы в селе Аристове-Чирикове Ярославского уезда (CIR4116) // Вспомогательные исторические дисциплины в современном научном знании. Материалы XXXVI Всероссийской научной конференции с международным участием. Москва, 4-5 апреля 2024 г. / Отв. ред. И. Г. Коновалова, Е. В. Пчелов. — М.: ИВИ РАН, 2024. — С. 14-15. (В соавторстве с А. В. Зубатенко.)
- К вопросу о мастерах серебряного дела в Троице-Сергиевом монастыре в 40-е гг. XVI века // Вспомогательные исторические дисциплины в современном научном знании. Материалы XXXVI Всероссийской научной конференции с международным участием. Москва, 4-5 апреля 2024 г. / Отв. ред. И. Г. Коновалова, Е. В. Пчелов. — М.: ИВИ РАН, 2024. — С. 16-17. (В соавторстве с А. В. Энговатовой.)
- К вопросу о бытовании покаянного стиха «Зрю тя, гробе» в Московской Руси: уникальная эпитафия 1529/30 г. из Новоспасского монастыря // Проблемы истории, филологии, культуры. 2024. — № 1 (83). — С. 221—229.
- Русская народная «египтология» // Культурный код. Журнал Пермского государственного института культуры. 2024. — № 1. — С. 120—134.
- К истории строительства храма Максима Исповедника в Китай-городе: синодики храмоздателей // Румянцевские чтения-2024. Материалы Международной научно-практической конференции (23-25 апреля 2024 г.). Ч. I / Сост. Е. А. Иванова. — М.: Пашков дом, 2024. — С. 5-10.
- Татаро-монголы и несметные сокровища Никольских монастырей Кашинского и Калязинского уездов // Живая старина. Журнал о русском фольклоре и традиционной культуре. 2024. — № 2 (122). — С. 32-33.
- Из истории освоения Русской Арктики: подписной крест XVI в. на острове Матвееве (Печорское море) // Вестник Нижегородского государственного университета им. Н. И. Лобачевского. 2024. — № 2. — С. 8-15.
- Настенный синодик Андрея Ивановича Чирикова из церкви Троицы в селе Аристове-Чирикове Ярославского уезда (CIR4116) // Вспомогательные исторические дисциплины. Т. XLIII. - Вып. 2. — С. 68-88. (В соавторстве с А. В. Зубатенко.)
- Эпиграфические свидетельства почитания святителя Серапиона, митрополита Крутицкого, Сарского и Подонского в Троицком Макарьеве Калязине монастыре (XVIII—XIX вв.) // Палеороссия. Древняя Русь: во времени, в личностях, в идеях / Παλαιορωσσια εν χρονω εν προσωπω εν ειδει. Научный журнал. 2024. — № 2 (26). — С. 145—166.
- Тяжба между князем Фёдором Юрьевым сыном Хворостининым и Иваном Прохоровым сыном Писемским: эпитафии как юридические и генеалогические документы // Ипатьевский вестник. Научно-богословский журнал. 2024. № 3 (27). — С. 176—188.
- Настенные синодики в частных актах второй половины 60-х годов XVI века // Вестник ПСТГУ. Серия II: История. История Русской Православной Церкви. 2024. Вып. 119. — С. 29-43.
- Когда умер князь Иван? // Историк. Журнал об актуальном прошлом. 2024. — № 10 (118). — С. 50-53.
- Настенная крамола русского Просвещения: эпиграфические эфемериды XVIII в. // Graphosphaera: Письмо и письменные практики. 2024. — Т. 4. № 1. — С. 110—129.
- Эпиграфические памятники Русского Севера последней трети XVI в. // Человек в истории Севера / Материалы историко-краеведческой конференции «Шестнадцатые Феодоритовские чтения» / Под ред. митр. Митрофана (Баданина). — Апатиты: изд-во Кольского научного центра, 2024. — С. 430—456.
- Он был одним из символов гимназии // Пирятинская премия XXI. Ежегодный альманах. [М., 2024]. — С. 4-5.
- Каталог // Кресты Рогожской слободы. Каменная резьба XVI века. Итоги реставрации. Выставка в рамках программы «Реставрация памятников». Каталог / Сост. С. А. Гаркуша. — М.: Центральный музей древнерусской культуры и искусства имени Андрея Рублёва, 2024. — С. 29-43. (В соавторстве с С. А. Гаркушей и О. Н. Радеевой.)
- «Откуду есть пошли» Клобуковы // Преподобный Макарий — святой защитник земли Русской / Сборник докладов Четвёртых Макарьевских Калязинских чтений (15-16 июня 2018 года), Пятых Макарьевских Калязинских чтений (20-21 мая 2023 года). — Тверь; Калязин: СФК-офис, 2024. — С. 47-52.
- К вопросу о месте захоронения шведского принца Густава в Кашине // Преподобный Макарий — святой защитник земли Русской / Сборник докладов Четвёртых Макарьевских Калязинских чтений (15-16 июня 2018 года), Пятых Макарьевских Калязинских чтений (20-21 мая 2023 года). — Тверь; Калязин: СФК-офис, 2024. — С. 156—164.
- Разорение Троицкого Макарьева Калязина монастыря Лисовским: новые источники и новые факты // Преподобный Макарий — святой защитник земли Русской / Сборник докладов Четвёртых Макарьевских Калязинских чтений (15-16 июня 2018 года), Пятых Макарьевских Калязинских чтений (20-21 мая 2023 года). — Тверь; Калязин: СФК-офис, 2024. — С. 179—201.
- Андрей Семёнович Бедов: кашинский служилый человек, московский дворянин, воевода, монах, строитель стен Калязина монастыря // Одиссей. Человек в истории. 2024. — № 1-2: Мошенники, самозванцы и самозванчество как социокультурный феномен / Гл. ред. А. О Чубарьян, отв. ред. А. Б. Герштейн. — С. 252—281.
- Храмоздатели Московской Руси. 1. Феофилакт Фёдоров: от приходского священника в Туле до архиерейского домового строителя в Астрахани // Вестник Сектора древнерусского искусства. Журнал по истории древнерусского искусства. 2024. — № 2. — С. 153—171.
- Загадка със смъррта на княз Иван Михайлович Курбски // Нумизматика, сфрагистика и епиграфика. Сб. 20. — София: Българска Академия на науките, Национален Археологически институт с музей, 2024. — С. 259—267.
- Чесноковик: к истории повседневного быта Московской Руси // Культурный код. Журнал Пермского государственного института культуры. 2024. — № 4. — С. 75-82.
- Отражение благотворительности vs личного благочестия в эпиграфических памятниках Московской Руси // XXXIV Ежегодная Богословская конференция Православного Свято-Тихоновского гуманитарного университета. Материалы. — М.: изд-во ПСТГУ, 2024. — С. 138—141.
- К интерпретации имён в настенном синодике Барятинских из Троицкого собора Кашинского Клобукова монастыря: «убиенный Василий» // Златоустовские чтения. [Вып] IX: Сборник докладов научно-практической конференции 5-7 февраля 2024 г. — М., 2025. — С. 9-16.
- Редкая находка бронзовой пряжки на городище в г. Верее Московской области // Вспомогательные исторические дисциплины. Т. XLIV. Вып. 1. — М.: Наука, 2025. — С. 45-53. (В соавторстве с А. В. Энговатовой.)
- Захоронение Ивана Андреевича Бутурлина в Троице-Сергиевом монастыре: к вопросу о дате казни и посмертной участи опального // Проблемы истории, филологии, культуры. 2025. — № 1. — С. 200—211. (В соавторстве с А. В. Энговатовой.)
- Белокаменные надгробные плиты из раскопок Подмосковной археологической экспедиции Института археологии РАН в Троице-Сергиевой лавре в 2021—2023 годах (предварительная публикация) // Археология Подмосковья. Материалы научного семинара. Вып. 21 / Отв. ред. А. В. Энговатова. — М.: ИА РАН, 2025. — С. 182—209. (В соавторстве с А. В. Энговатовой, А. С. Ошонковым, А. В. Ягановым, С. А. Зоц, О. Н. Радеевой.)
- Битва на реке Сить и Шеренский лес в пространстве современной краеведческой мифологии // Тверь, Тверская земля и сопредельные территории в эпоху Средневековья / Отв. ред. А. Н. Хохлов. Вып. 17. — Тверь: ТНИИР-центр, 2025. — С. 88-101.
- Записные каменщики Калязина монастыря второй половины XVII в. // Тверь, Тверская земля и сопредельные территории в эпоху Средневековья / Отв. ред. А. Н. Хохлов. Вып. 17. — Тверь: ТНИИР-центр, 2025. — С. 143—153.